# 1960

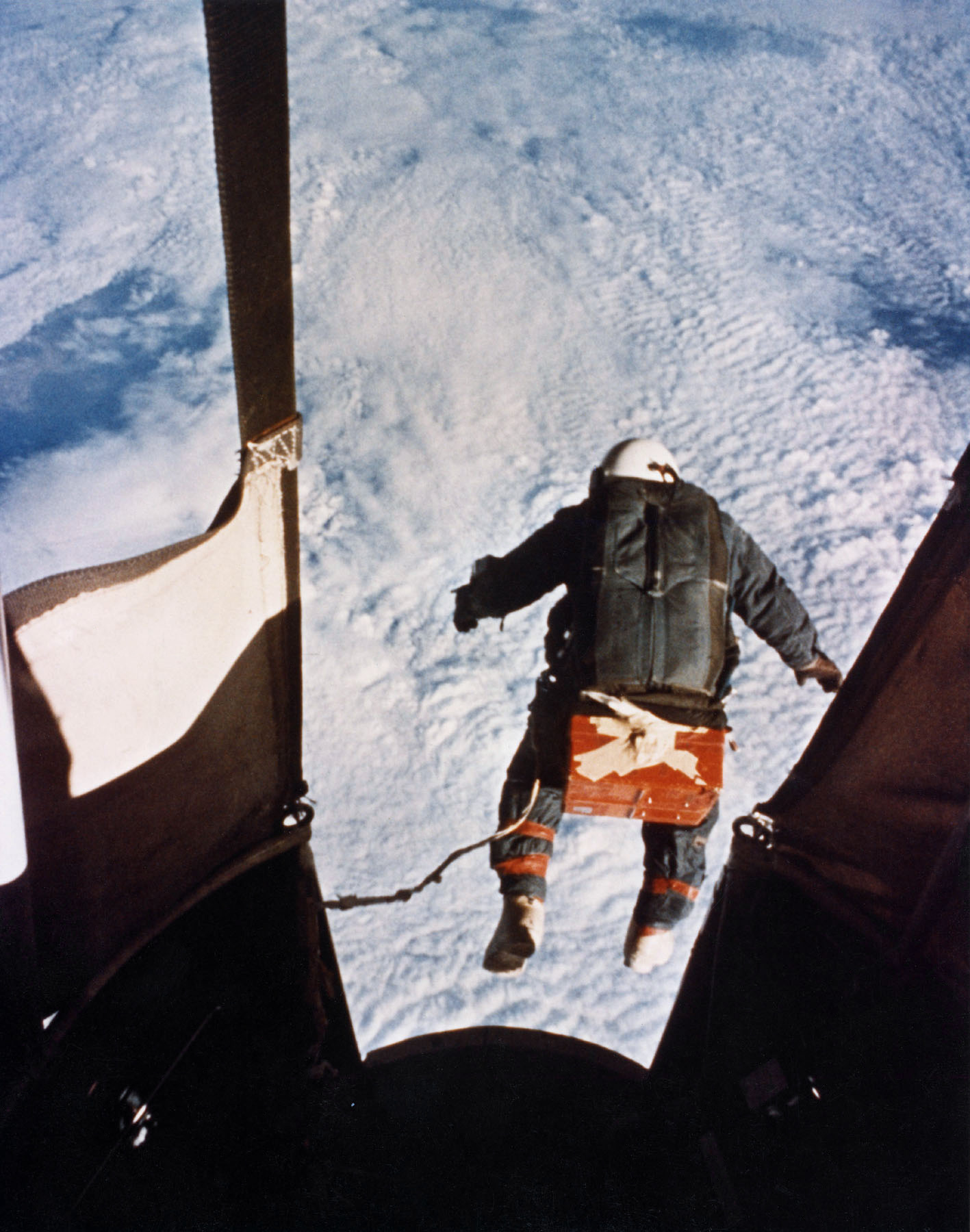
Op 16 augustus 1960 springt Joseph Kittinger van 31.300 meter hoogte. Hij weet dit record voor de hoogste parachutesprong ooit meer dan 50 jaar vast te houden

Het jaar 1960 is een jaartal volgens de christelijke jaartelling.

## Gebeurtenissen
januari
- 1 - Frans Kameroen wordt onafhankelijk.
- 4 - De journalist Jérôme Heldring begint met zijn rubriek "Dezer dagen" in het Algemeen Handelsblad. Hij zal er meer dan vijftig jaar mee doorgaan.
- 9 – In Egypte begint men met de bouw van de Aswandam.
- 14 – Tuindorp Oostzaan staat, na een dijkdoorbraak van het Noordzeekanaal, onder water.
- 23 - Luitenant Don Walsh van de Amerikaanse marine en Jacques Piccard, zoon van de uitvinder van de bathyscaaf, zakken tot op bijna 10.912 meter diepte in de Marianentrog.
- 25 - België schaft de eerste Lockheed F-104 Starfighter aan.

februari
- 1 - De eerste dag van de Greensboro sit-ins waarbij de rassensegregatie in de Zuidelijke Verenigde Staten aan de kaak werd gesteld.
- 16 - Frankrijk neemt in de Algerijnse Sahara zijn eerste kernproef.
- 29 - De oude stad Agadir in Marokko wordt verwoest door twee aardbevingen. Alhoewel de kracht beperkt is (5,7 op de schaal van Richter), is de schade relatief groot. 15.000 mensen verliezen het leven.
- Greensboro sit-in van studenten.

maart
- 4 - In de haven van Havanna ontploft het schip La Coubre, volgeladen met Belgische munitie. Een kleine honderd slachtoffers zijn het gevolg.
- 7 - 40.000 Nederlandse bouwvakkers gaan in staking naar aanleiding van een CAO-conflict. De staking zal twee weken duren.
- 17 - In Zwitserland breekt bij een restauratie van het panorama Einsiedeln vuur uit en het panoramaschilderij gaat in de vorm van een paddenstoelwolk in rook op.
- 21 - Bloedbad van Sharpeville.
- 22 - Arthur Schawlow en Charles Townes vragen patent aan op laser.
- 25 - Officiële opening door prinses Beatrix van de Euromast te Rotterdam.
- 29 - Het vijfde Eurovisiesongfestival wordt gewonnen door Frankrijk met het liedje 'Tom Pillibi', gezongen door Jacqueline Boyer.

april
- 1 - Tiros 1, de eerste meteorologische satelliet, wordt gelanceerd.
- 3 - In een vriendschappelijke wedstrijd tegen Bulgarije introduceert bondscoach Elek Schwartz drie nieuwe internationals: Henk Groot en Bennie Muller van Ajax, en Humphrey Mijnals van Heracles Almelo. Hij is de eerste Surinaamse voetballer in het Nederlands elftal.
- 8 - De Duitse regering maakt bekend circa 280 miljoen Duitse mark schadevergoeding te gaan betalen aan Nederland, waarvan de helft is bestemd voor nazi-slachtoffers.
- 14 - De Luchthaven Schiphol neemt de Kaagbaan in gebruik.
- 15 - Prins Filip van België wordt geboren.
- 20 - Eerste uitzending van Radio Veronica, een testuitzending vanaf het zendschip Borkum Riff op de Noordzee.
- 21 - De nieuwe Braziliaanse hoofdstad Brasilia wordt gesticht.
- 27 - De Nederlandse regering besluit grondtroepen naar Nieuw-Guinea (Irian) te sturen, wegens de "agressieve elementen in het buitenlandse beleid van de Indonesische regering, gepaard gaande met de versterking van het militaire potentieel van Indonesië".
- 27 - Frans Togo wordt een onafhankelijke republiek.

mei
- 1 - Boven Russisch grondgebied wordt een Amerikaans U2 spionagevliegtuig neergehaald. De piloot Gary Powers wordt gevangengenomen.
- 3 - De Europese Vrijhandelsassociatie (EVA) wordt opgericht.
- 11 - De Israëlische geheime dienst Mossad ontvoert de oorlogsmisdadiger Adolf Eichmann uit Buenos Aires, waar hij sinds het einde van de Tweede Wereldoorlog had gewoond, naar Israël. Eichmann zal in Israël worden berecht, en in 1962 worden opgehangen.
- 16 - Demonstratie van de eerste laser door Theodore Maiman.
- 17 - Enorme brand bij N.V. Wehkamp's fabriekskantoor te Dedemsvaart verwoest het volledige magazijngebouw van 45 × 105 m.
- 18 - Het Nationaal Instituut voor de Radio-omroep (NIR) wordt de Belgische Radio- en Televisieomroep (BRT)
- 22 - De grote Chileense aardbeving en daaropvolgende tsunami veroorzaken 2000 doden in Chili. De vloedgolf bereikt een etmaal later Japan, waar 200 doden vallen. Met een kracht van 9,5 op de schaal van Richter gaat het om de zwaarste aardbeving ooit gemeten.
- 24 - De miljoenste telefoonaansluiting in Nederland is een feit.
- 27 - Staatsgreep in Turkije.

juni
- 5 - De Surinaamse regering koopt een terrein van 12,5 ha. aan voor een nieuwe haven in de Surinamerivier.
- 7 - Er wordt gestart met de bouw van het atoomcentrum in Mol
- 10 - In Nederland besluit het kabinet-De Quay de Lauwerszee af te sluiten met een dijk.
- 22 - De keizer van Japan en de Senaat van de Verenigde Staten bekrachtigen het Japans-Amerikaanse Veiligheidsverdrag. Premier Kisji ziet zijn taak als voltooid en kondigt zijn aftreden aan.
- 26 - Malagasië verkrijgt van Frankrijk zijn onafhankelijkheid.
- 30 - België verleent Congo onafhankelijkheid. Begin van ongeregeldheden.

juli
- 1 - De grenscontroles in de Benelux worden opgeheven.
- 1 - Brits-Somaliland vormt samen met Italiaans-Somaliland de onafhankelijke Republiek Somalië.
- 10 - Op het eerste EK voetbal voor landenteams behaalt de Sovjet-Unie in Parijs de titel door Joegoslavië, na verlenging, met 2-1 te verslaan in de finale.
- 11 - Moïse Tsjombe verklaart de rijke Congolese mijnprovincie Katanga tot een onafhankelijke staat. Premier Patrice Lumumba vraagt de Verenigde Naties om een interventiemacht.
- 19 - Vliegtuigcrash in Sake-Masisi, een Belgisch vliegtuig stortte neer in Congo; 41 mensen komen om, vier overleven de ramp.

augustus
- 1 - Dahomey wordt onafhankelijk.
- 8 - In Congo scheidt de Mijnstaat Zuid-Kasaï zich af. De reden voor de onafhankelijkheidsverklaring zijn politieke spanningen tussen de centrale regering en lokale leiders over de diamantindustrie.
- 16 - Cyprus wordt een onafhankelijke republiek.
- 17 - Indonesië verbreekt alle diplomatieke betrekkingen met Nederland, naar aanleiding van het besluit van de regering De Quay om de Karel Doorman en grondtroepen naar Nieuw Guinea te sturen.
- 19 - De Sovjet-Unie brengt de Spoetnik 5 in de ruimte met aan boord de hondjes Belka en Strelka. Zij keren de volgende dag levend terug op aarde.
- 26 - De Deense wielrenner Knud Enemark Jensen zakt tijdens de ploegentijdrit op de weg van de Olympische Spelen te Rome in elkaar door het gebruik van amfetamines en sterft korte tijd later.
- 27 - Congolese troepen onder bevel van stafchef Joseph Mobutu bezetten de hoofdstad Bakwanga van het opstandige Kasaï en richten er een bloedbad aan.
- 27 - In Maastricht wordt een avondklok ingesteld voor jongeren onder de achttien jaar. Vanaf 21.00 uur mogen zij zich niet op straat of in een café bevinden. Zo hoopt de gemeente een einde te maken aan de overlast voor vrouwen.

september
- 14 - Chef-staf van het Congolese leger, kolonel Mobutu, grijpt de macht. Lumumba wordt vastgenomen.
- 14 - In Bagdad wordt de OPEC opgericht door Venezuela, Irak, Iran, Koeweit en Saoedi-Arabië.
- 22 - De Federatie van Mali onafhankelijk verklaard.

oktober
- 1 - Nigeria wordt onafhankelijk.
- 11 - Het Internationale Stelsel van Eenheden of SI-stelsel, het metrieke stelsel van uniforme internationale standaardeenheden voor het meten van bijvoorbeeld afstand, massa, snelheid en temperatuur, wordt ingevoerd.
- 13 - Tijdens een vergadering van de Verenigde Naties wordt Nikita Chroesjtsjov geïnterpelleerd door de Filipijnse afgevaardigde over het recht op onafhankelijkheid van Oost-Europese landen. Chroesjtsjov ontsteekt in woede, en hamert met zijn schoen op de lessenaar om zijn woorden kracht bij te zetten. Met veel moeite weet voorzitter Boland de rust te herstellen, waarbij echter de voorzittershamer sneuvelt. Het breken van de hamer noemt Chroesjtsjov symbolisch voor het uiteenvallen van de VN.
- 14 - Tijdens een debat in het Europees Parlement over de Europese energievoorziening onthult een Belgische senator dat in Nederland een enorme gasbel onder de grond zou zitten. Nederlandse woordvoerders geven toe dat nabij het Groningse Slochteren inderdaad gas is aangeboord. Later zal blijken dat het gaat om een bel van ca. 2400 miljard kubieke meter.
- 19 - De Verenigde Staten kondigen een handelsembargo af tegen Cuba.

november
- 8 - John F. Kennedy verslaat Richard Nixon in de verkiezingen om het Amerikaanse presidentschap. Kennedy behaalt iets meer dan 50% van de stemmen. Zijn ambtstermijn zal ingaan op 20 januari 1961.
- 20 - Jack Brabham wordt voor de tweede maal wereldkampioen Formule 1.
- 28 - De Republiek Mauritanië wordt onafhankelijk van Frankrijk.

december
- 7 - Ivoorkust wordt onafhankelijk.
- 14 - 18 - In Ethiopië wordt tijdens een buitenlandse reis van Haile Selassie een staatsgreep gepleegd. De staatsgreep mislukt en er vallen honderden doden.
- 15 - Koning Boudewijn van België huwt met Doña Fabiola de Mora y Aragón. België heeft zo na 25 jaar weer een koningin.
- 30 - De Amerikaanse luchtmacht USAF neemt de Phantom jachtbommenwerper in gebruik.

zonder datum
- De eerste straalvliegtuigen worden in gebruik genomen door de KLM met de eerste rechtstreekse vluchten tussen Amsterdam en New York.

## Muziek

### Klassieke muziek
- 1 januari: eerste uitvoering van Madras; sonate voor piano van Alan Hovhaness
- 12 februari: eerste uitvoering van Vijf liederen op tekst van Kazimiera Iłłakowiczówna van Witold Lutosławski
- 20 maart: eerste uitvoering van Suite varié van Bo Linde
- 23 maart: eerste uitvoering van Symfonie nr. 3 van Mieczysław Weinberg
- 27 maart: eerste uitvoering van Nonet van Aarre Merikanto, 34 jaar nadat de compositie voltooid was
- 3 april: eerste uitvoering van de Groetouverture van Aram Chatsjatoerjan
- 1 juli: eerste uitvoering van Cantata academica van Benjamin Britten
- 10 juli: eerste uitvoering van Symfonie nr. 7 van Alan Hovhaness
- 9 september: eerste uitvoering van Vijf mobielen van Niels Viggo Bentzon
- 16 oktober: eerste uitvoering van Anaklasis van Krzysztof Penderecki
- 10 november: eerste uitvoering van Danspreludes van Witold Lutosławski (nonetversie)
- 19 november: eerste uitvoering van Sinfonietta nr. 2 van Mieczysław Weinberg

### Populaire muziek
De volgende platen worden hits:
- Blue Diamonds - Ramona en Till I Kissed You
- Bob Azzam - Mustapha
- Brian Hyland - Itsy Bitsy Teenie Weenie Yellow Polka Dot Bikini
- Bueno de Mesquita - Marina
- Connie Francis - Everybody's Somebody's Fool
- Corry Brokken - Milord
- Die Regenpfeifer / Die Regento Stars - Laila
- Dutch Swing College Band - Marina en Milord
- Édith Piaf - Milord
- Elvis Presley - It's Now or Never
- Espagnoles - Marina
- Ivo Robic - Morgen
- Jack Sterling - Marina
- Jan & Kjeld - Banjo Boy en Itsy Bitsy Teenie Weenie Yellow Polka Dot Bikini
- Jim Reeves - He'll Have to Go
- Johnny & the Hurricanes - Red River Rock
- Lolita - Seemann (deine Heimat ist das Meer)
- Lydia & her Melody Strings - Send me The Pillow That You Dream on
- Marlene Dietrich - Ich hab noch einen Koffer in Berlin
- Melina Mercouri - Les Enfants du Piree
- Nando Caselli - Marina
- Neil Sedaka - Oh Carol
- Papa Bue's Viking Jazzband - Schlafe Mein Prinzchen (Schlaf Ein)
- Paul Hanford - Itsy Bitsy Teenie Weenie Yellow Polka Dot Bikini
- Peter Koelewijn & zijn Rockets - Kom Van Dat Dak af
- Ria Valk - Rockin'Billy
- Rocco Granata - Marina
- Rudi Carrell - Wat Een Geluk
- Sweet Sixteen - Peter
- The Everly Brothers - Cathy's Clown en Till I Kissed You
- Will Brandes - Marina
- Willy Alberti - Marina
- Wilmari's - Barcelona

## Beeldende kunst

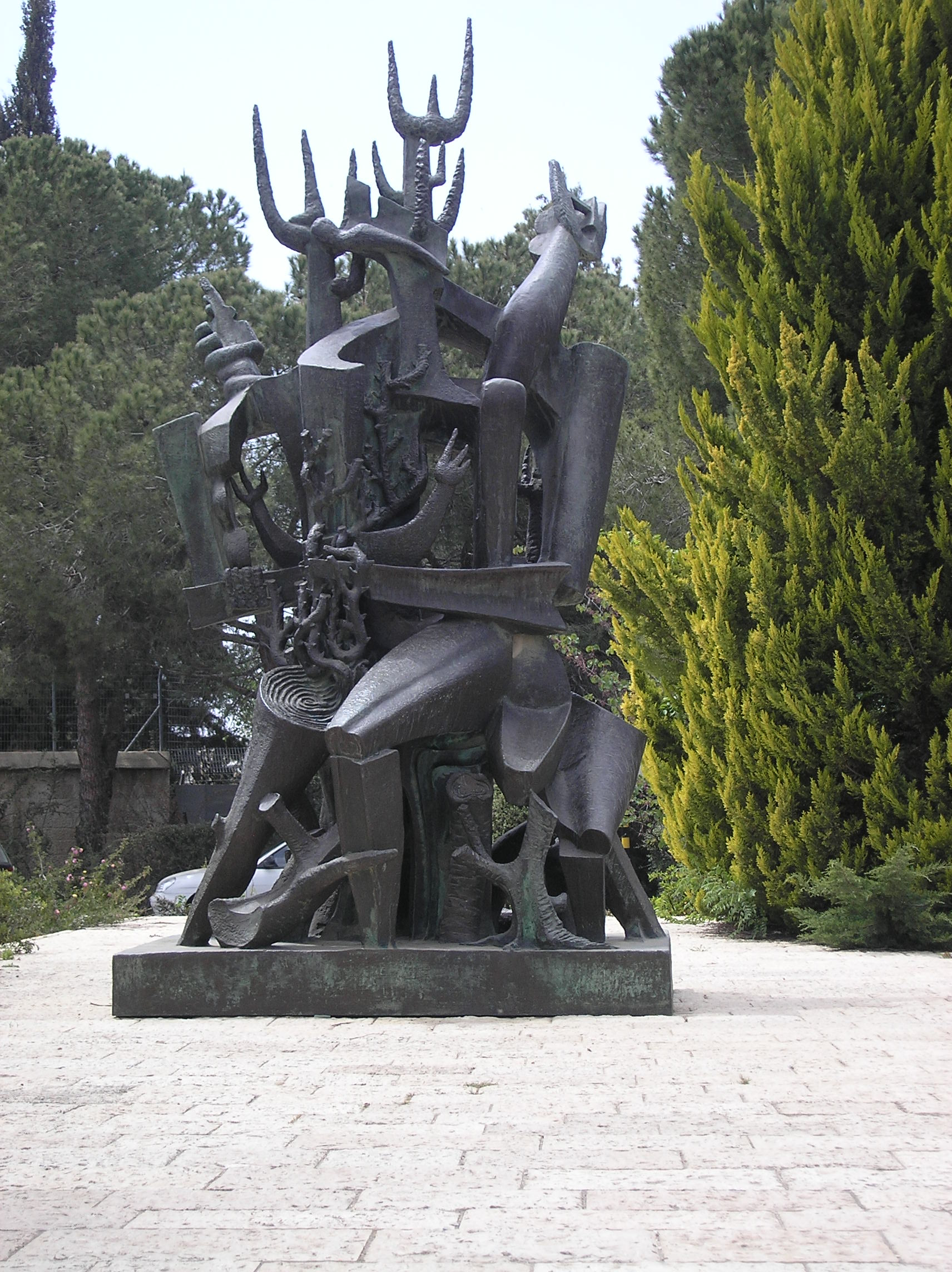
La Forêt humaine (1960), Ossip Zadkine, Van Leer Institute Jeruzalem
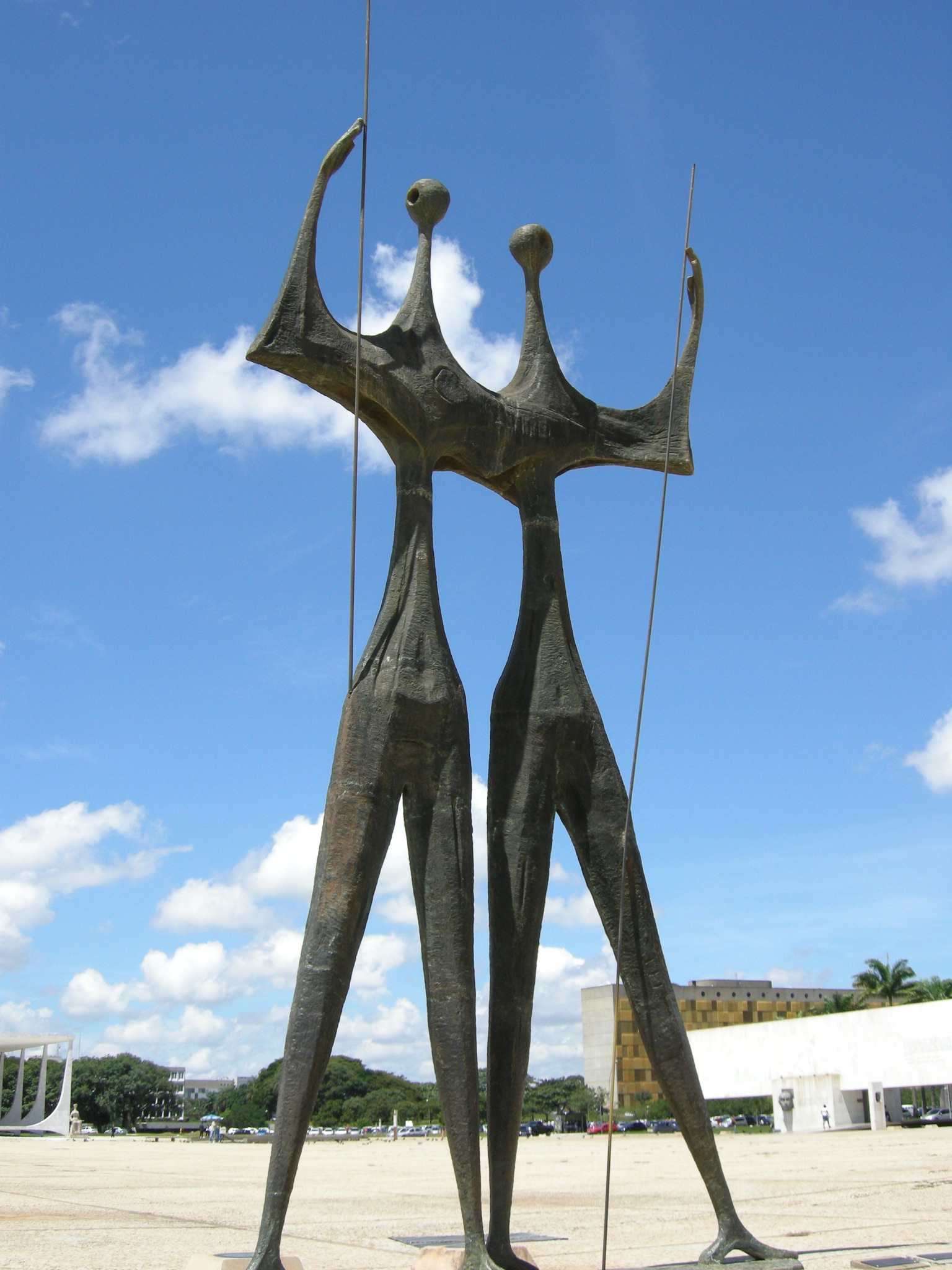
Os Guerreiros (1960) Bruno Giorgi, Brasília

## Bouwkunst

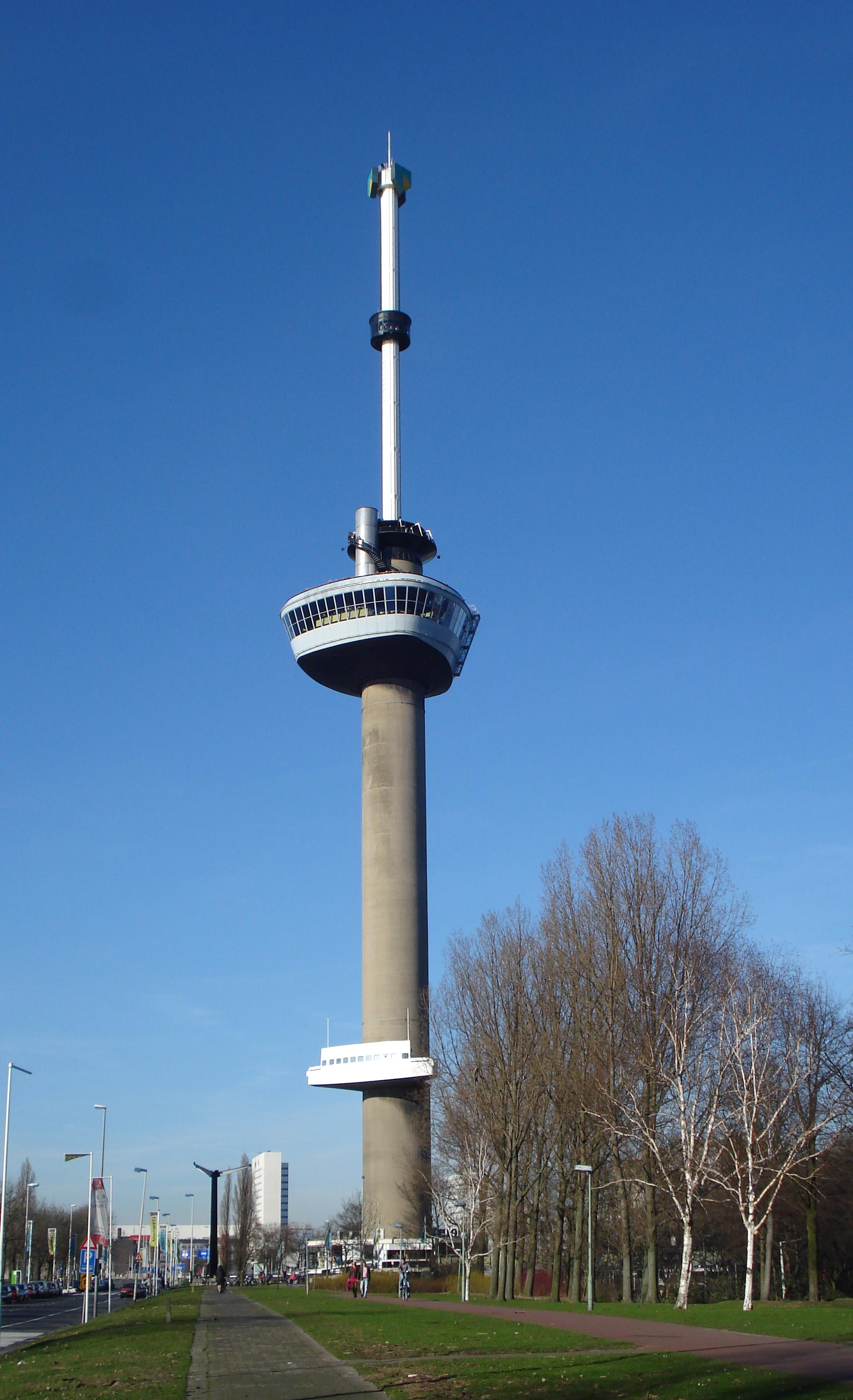
Euromast, Rotterdam (Hugh Maaskant)
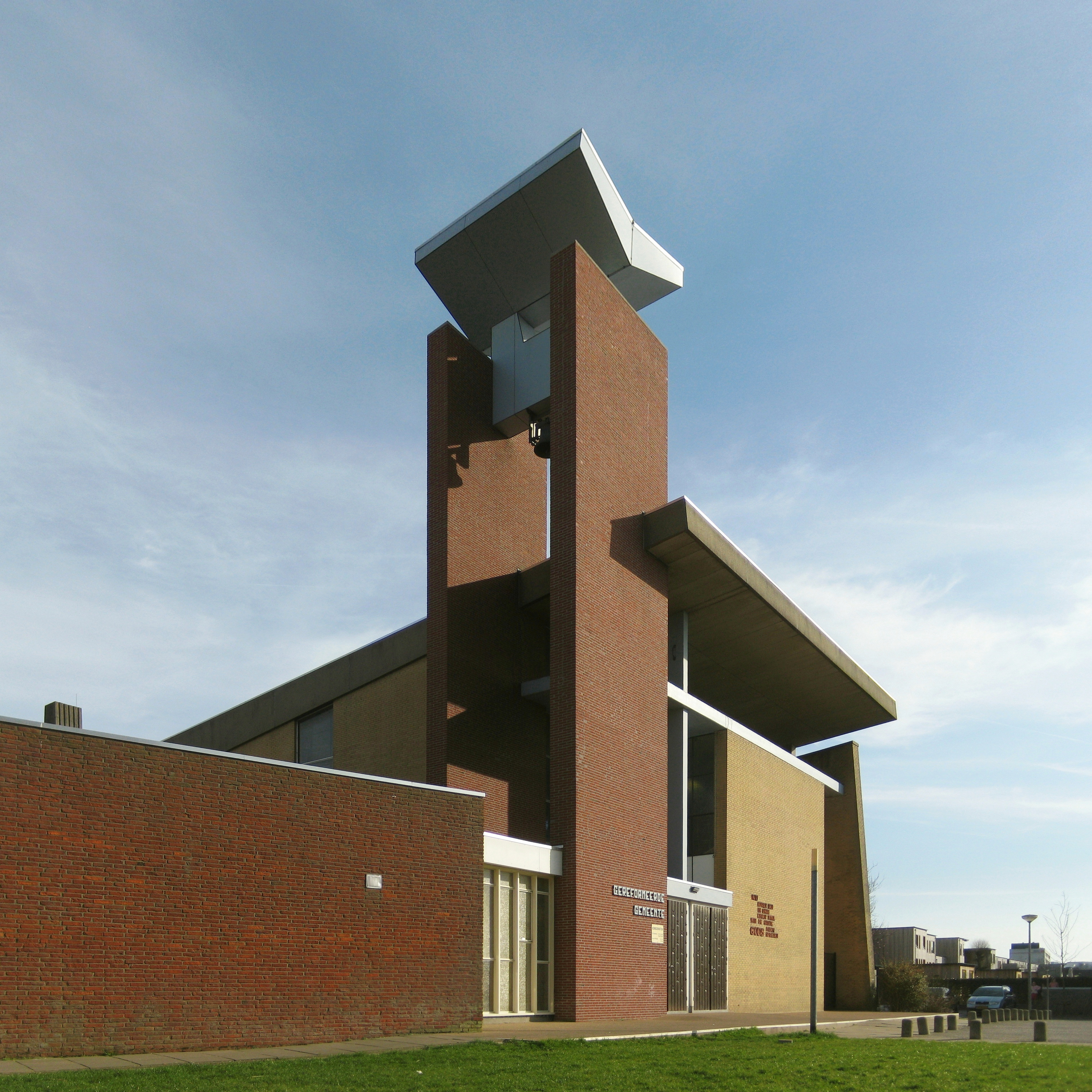
Magnalia Deïkerk (gebouwd als Mariakerk), Groningen (Coen Bekink)

## Geboren

### januari
- 1 - Leilani Kai, Amerikaans professioneel worstelaar
- 1 - Manuel Sánchez Torres, Spaans voetballer
- 1 - Shinya Tsukamoto, Japans filmregisseur
- 1 - Michel Zimmermann, Belgisch atleet
- 2 - Naoki Urasawa, Japans mangaka
- 3 - Washington César Santos, Braziliaans voetballer (overleden 2014)
- 4 - Fred Delfgaauw, Nederlands theatermaker en stemacteur
- 4 - Peter Soetewey, Belgisch atleet
- 4 - Michael Stipe, Amerikaans zanger
- 5 - Miranda van Kralingen, Nederlands operazangeres
- 5 - Peter Oskam, Nederlands politicus en bestuurder (CDA); burgemeester van Capelle aan den IJssel
- 5 - Steve Jones, Brits piloot
- 6 - Paul Azinger, Amerikaans golfer
- 6 - Janny Bakker, Nederlands bestuurder en politica
- 6 - Marnix Koolhaas, Nederlands historicus en schaatsanalist
- 6 - Nigella Lawson, Brits schrijfster en televisiepresentatrice
- 7 - Mohammad Javad Zarif, Iraans diplomaat, hoogleraar en politicus
- 8 - Fernando Astengo, Chileens voetballer en voetbalcoach
- 9 - Bas Heijne, Nederlands schrijver en columnist
- 10 - Claudia Losch, Duits atlete
- 11 - Luc Morjaeu, Vlaams stripauteur
- 12 - Anton van Schijndel, Nederlands politicus
- 12 - León Villa, Colombiaans voetballer
- 14 - Marcel Bossi, Luxemburgs voetballer
- 17 - Hendrik Jan Kooijman, Nederlands hockeyer
- 18 - Anne Evers, Nederlands voetballer
- 18 - Loren Legarda, Filipijns politicus
- 18 - Andrea Pazzagli, Italiaans voetballer (overleden 2011)
- 19 - Al Joyner, Amerikaans atleet
- 19 - Manfred Schüttengruber, Oostenrijks voetbalscheidsrechter
- 19 - Mauro Tassotti, Italiaans voetballer
- 20 - Nils Henrik Asheim, Noors componist
- 20 - Falk Boden, Duits wielrenner
- 20 - Will Wright, Amerikaans computerspellenontwerper
- 22 - Michael Hutchence, Australisch zanger (overleden 1997)
- 24 - Jos Alberts, Nederlands wielrenner
- 24 - Robbert Dijkgraaf, Nederlands wiskundige, theoretisch natuurkundige en politicus
- 25 - Annelies Maas, Nederlands zwemster
- 26 - Ulf Bengtsson, Zweeds tafeltennisser (overleden 2019)
- 26 - Rachel Hore, Brits schrijfster van romantische fictie
- 28 - Jeroen Nobel, Nederlands politicus en bestuurder
- 29 - Matthew Ashford, Amerikaans acteur
- 29 - Gia Carangi, Amerikaans topmodel (overleden 1986)
- 29 - Greg Louganis, Amerikaans schoonspringer
- 29 - Steve Sax, Amerikaans honkballer
- 29 - Servais Verherstraeten, Belgisch politicus
- 30 - Bernard Dewulf, Vlaams dichter, (toneel)schrijver en columnist (overleden 2021)

### februari
- 1 - Fabrizio Pirovano, Italiaans motorcoureur (overleden 2016)
- 2 - Efford Chabala, Zambiaans voetballer (overleden 1993)
- 3 - Joachim Löw, Duits voetbaltrainer
- 4 - Siobhan Dowd, Brits-Iers schrijfster (overleden 2007)
- 6 - Megan Gallagher, Amerikaans actrice
- 6 - Wendy Van Wanten, Vlaams model en zangeres
- 7 - Hans Van Laethem, Belgisch stadsomroeper van Ninove (overleden 2025)
- 7 - James Spader, Amerikaans acteur
- 7 - Mick Thomas, Australisch singer-songwriter
- 8 - Benigno Aquino III, president van de Filipijnen 2010-2016 (overleden 2021)
- 11 - Bulambo Lembelembe Josué, Congolees predikant en mensenrechtenverdediger
- 13 - Pierluigi Collina, Italiaans voetbalscheidsrechter
- 16 - Tineke Huizinga, Nederlands politica (ChristenUnie)
- 18 - Tony Anselmo, Amerikaans Disney-animator en stemacteur
- 19 - John Paul jr., Amerikaans autocoureur (overleden 2020)
- 19 - Q.S. Serafijn, Nederlands beeldend kunstenaar en schrijver (overleden 2024)
- 19 - Andrew van York, Brits prins
- 21 - Rolf Falk-Larssen, Noors schaatser
- 21 - Jan Hellström, Zweeds voetballer
- 22 - Atzo Nicolaï, Nederlands politicus en bestuurder (overleden 2020)
- 23 - Aleid Wolfsen, Nederlands politicus en bestuurder
- 24 - Wim Balm, Nederlands voetballer
- 25 - Stefan Blöcher, Duits hockeyer
- 25 - Rob Landsbergen, Nederlands voetballer (overleden 2022)
- 27 - Pär Arvidsson, Zweeds zwemmer
- 27 - Andrés Gómez, Ecuadoraans tennisser
- 27 - Paul Humphreys, Brits singer-songwriter en producer
- 29 - Carsten Bunk, Oost-Duits roeier
- 29 - Khaled, Algerijns zanger
- 29 - Guy McPherson, Amerikaans bioloog
- 29 - Scott Molina, Amerikaans triatleet
- 29 - Richard Ramirez, Amerikaans seriemoordenaar (overleden 2013)
- 29 - Tony Robbins, Amerikaans personal coach, spreker en schrijver

### maart
- 2 - Olli Isoaho, Fins voetballer

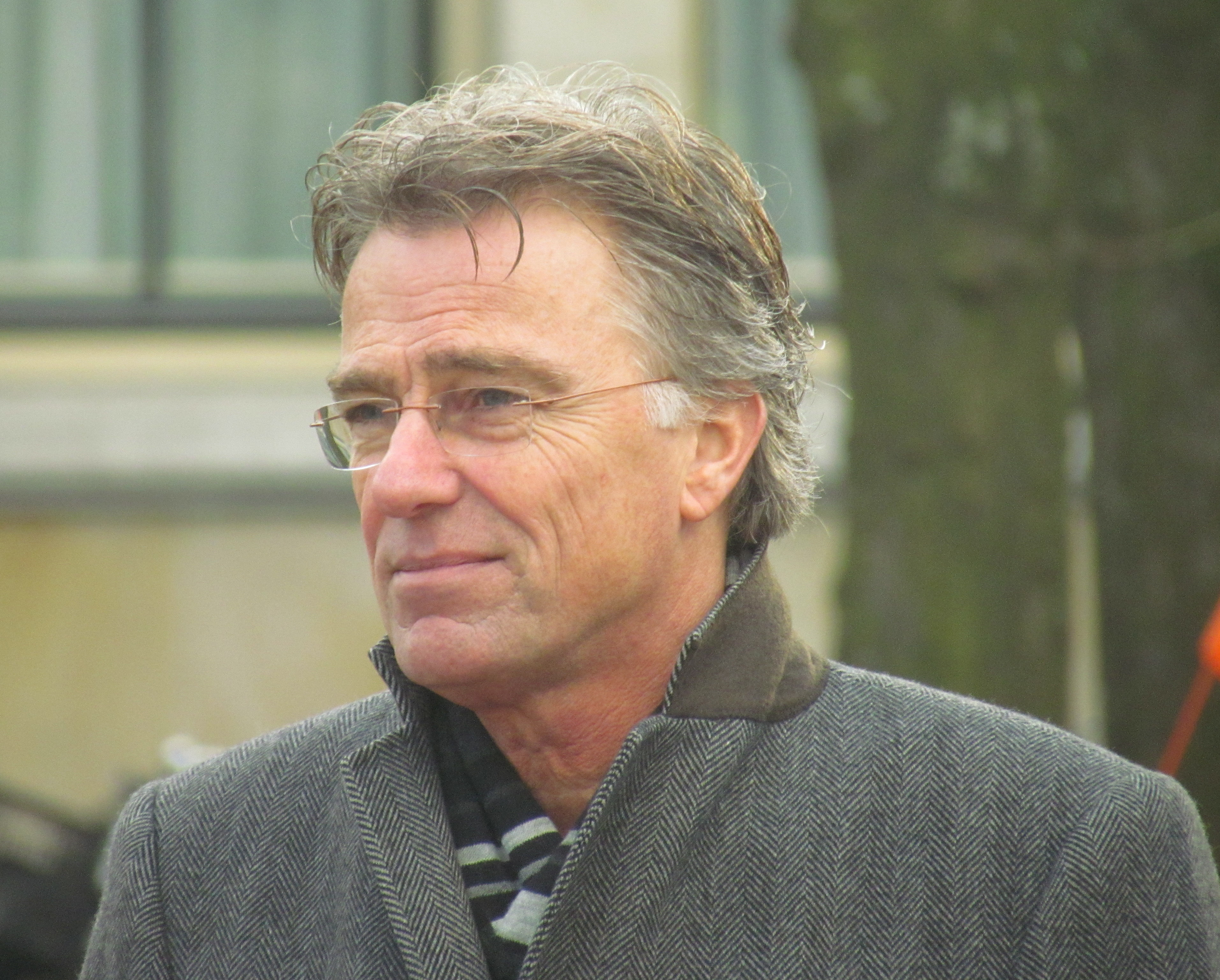
Rob Trip,
geboren op 9 maart

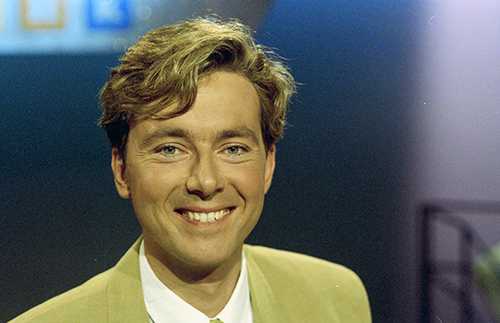
Bert van Leeuwen,
geboren op 21 maart

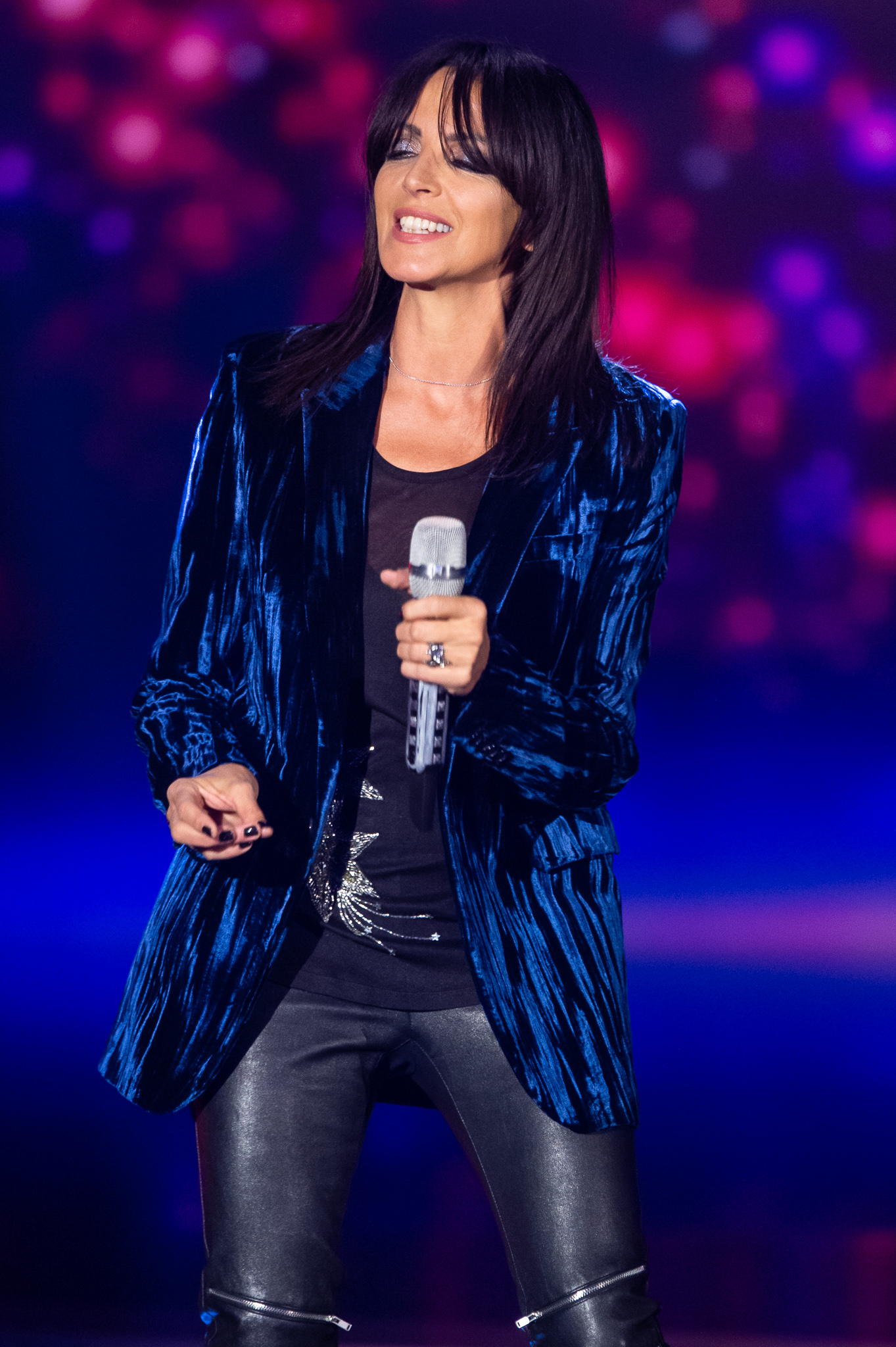
Nena,
geboren op 24 maart

- 2 - Henri Manders, Nederlands wielrenner
- 2 - Roald van Noort, Nederlands waterpoloër
- 3 - Vilija Blinkevičiūtė, Litouws politica
- 3 - Tosca Niterink, Nederlands actrice en comédienne
- 3 - Lilian Day Jackson, Amerikaans-Nederlands zangeres (overleden 2023)
- 5 - Ihar Hoerinovitsj, Sovjet-Wit-Russisch voetballer
- 6 - Bernard Gavillet, Zwitsers wielrenner (overleden 2024)
- 6 - Ronald Jan Heijn, Nederlands hockeyer en spiritueel ondernemer
- 7 - Ivan Lendl, Tsjechisch-Amerikaans tennisser
- 9 - Finn Carter, Amerikaans actrice
- 9 - Rob Trip, Nederlands radio- en televisiepresentator
- 10 - Rainer Bastuck, Duits autocoureur en ondernemer
- 10 - Maarten Feteris, president van de Hoge Raad der Nederlanden
- 12 - Jason Beghe, Amerikaans acteur
- 13 - Adam Clayton, Iers bassist
- 13 - Jorge Sampaoli, Argentijns voetbalcoach
- 15 -Frank Ketelaar, Nederlands scenarioschrijver en regisseur
- 16 - Zoerab Azmaiparasjvili, Georgisch schaker
- 16 - Rabella de Faria, Surinaams-Nederlands politica en zakenvrouw
- 16 - Chokri Mahassine, Belgisch politicus en organisator van Pukkelpop
- 17 - Thomas Flohr, Zwitsers ondernemer en autocoureur
- 17 - Frank Geleyn, Vlaams kinder- en jeugdboekenschrijver (overleden 2023)
- 18 - Marc Klein Essink, Nederlands acteur en televisiepresentator
- 20 - Carlos Sala, Spaans atleet
- 21 - Bert van Leeuwen, Nederlands televisiepresentator
- 21 - Ayrton Senna, Braziliaans autocoureur (overleden 1994)
- 21 - Robert Sweet, Amerikaans drummer
- 24 - Kelly LeBrock, Amerikaans model en actrice
- 24 - Kenneth Ma, Hongkongs autocoureur
- 24 - Nena, Duits zangeres
- 24 -  Yasser Seirawan, Amerikaans schaakgrootmeester
- 24 - Bert Vlaardingerbroek, Nederlands darter
- 25 - Peter Seisenbacher, Oostenrijks judoka
- 25 - Eric Young, Welsh voetballer
- 26 - Jennifer Grey, Amerikaans actrice
- 26 - Allan Peiper, Australisch wielrenner
- 26 - Axel Prahl, Duits acteur
- 27 - Marcel Fränzel, Nederlands politicus en bestuurder
- 27 - Francine Oomen, Nederlands (kinderboeken)schrijfster, illustratrice en ontwerpster
- 28 - Joep van Deudekom, Nederlands cabaretier
- 28 - José Maria Pereira Neves, Kaapverdisch minister-president
- 28 - Hanneke Riemer, Nederlands actrice
- 29 - Jo Nesbø, Noors schrijver en popmuzikant
- 31 - Jeroen Hermkens, Nederlands lithograaf

### april

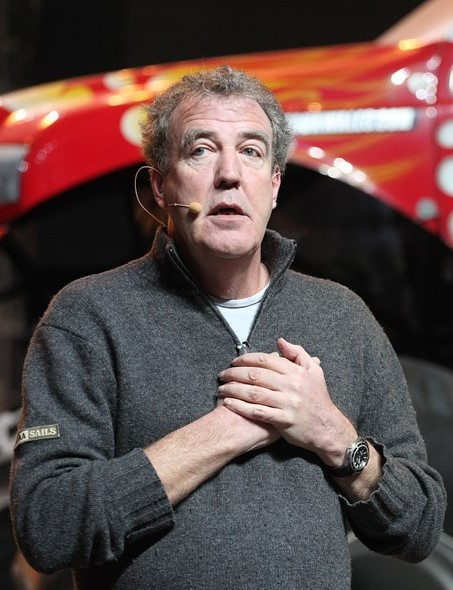
Jeremy Clarkson,
geboren op 11 april

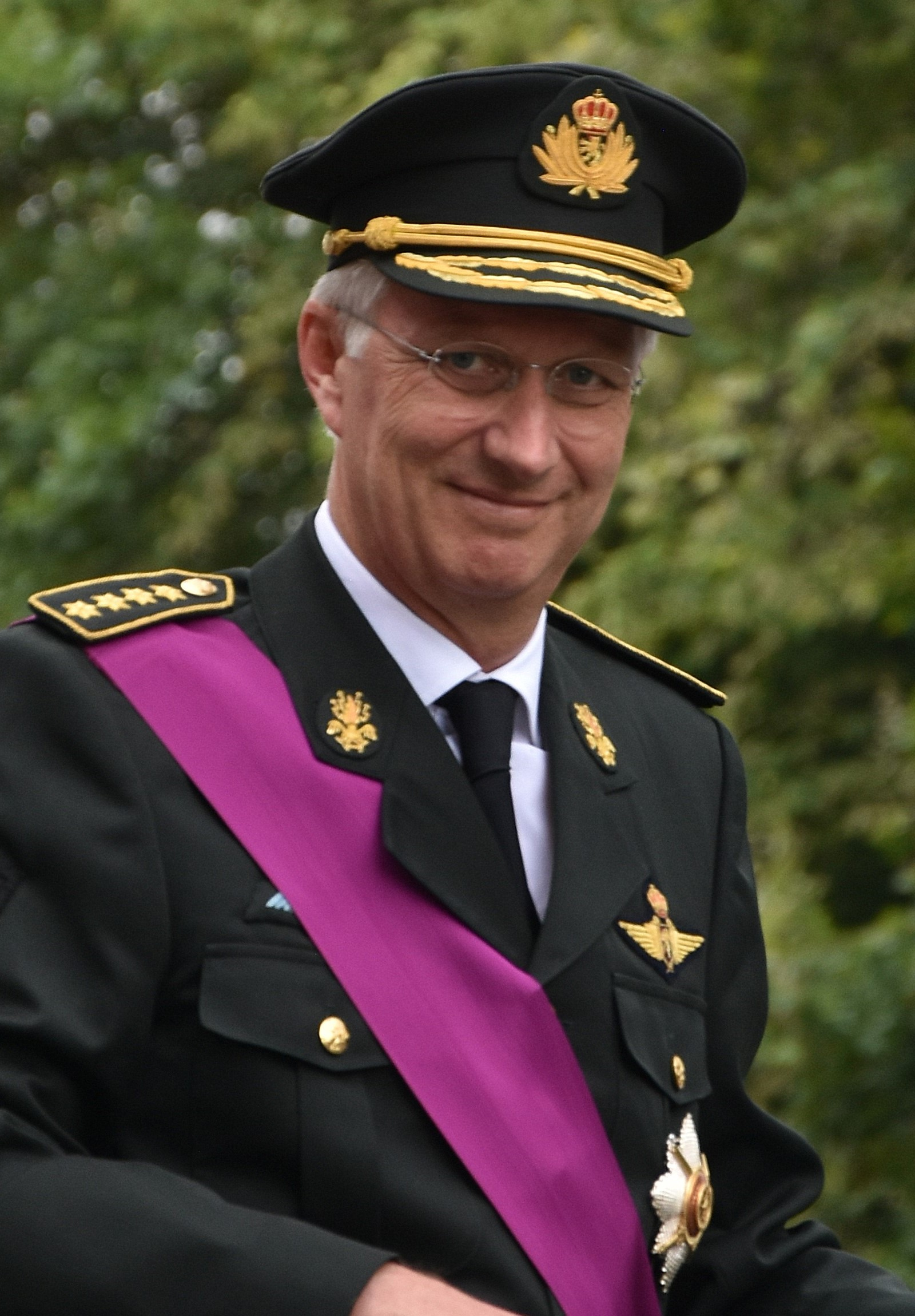
Filip van België,
geboren op 15 april

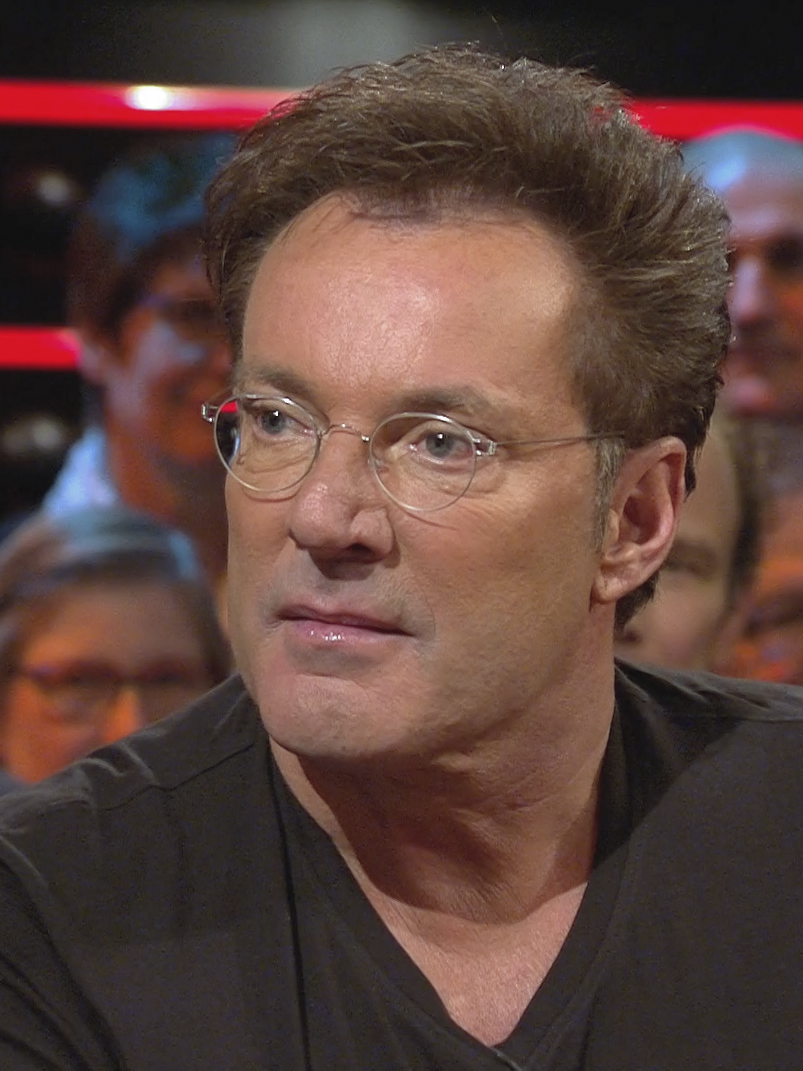
Gerard Joling,
geboren op 29 april

- 1 - Frank Leistra, Nederlands hockeyer
- 2 - Linford Christie, Brits atleet
- 3 - Arjen Lucassen, Nederlands componist en multi-instrumentalist
- 4 - Murray Chandler, Brits schaker
- 4 - Maribelle, Nederlands zangeres
- 4 - José Peseiro, Portugees voetbalcoach
- 4 - Hugo Weaving, Australisch acteur
- 5 - Hiromi Taniguchi, Japans atleet
- 6 - Eric Hoekstra, Fries-Nederlands taalkundige, vertaler, schrijver, dichter, literatuurcriticus en columnist
- 7 - Peter Blok, Nederlands acteur
- 7 - Yvan Colonna, Frans (Corsicaans) politiek activist (overleden 2022)
- 7 - James "Buster" Douglas, Amerikaans bokser
- 7 - Selma Noort, Nederlands kinderboekenschrijfster en schilderes
- 7 - Hans-Peter Zwicker, Zwitsers voetballer
- 8 - Daniël Dekker, Nederlands radio-dj
- 8 - Birgit Friedmann, Duits atlete
- 8 - Greg Iles, Amerikaans schrijver (overleden 2025)
- 8 - John Schneider, Amerikaans acteur
- 9 - Theo Segers, Nederlands bestuurder en burgemeester
- 10 - Afrika Bambaataa, Amerikaans hiphop-artiest
- 11 - Jeremy Clarkson, Brits televisiepresentator
- 11 - Marko Elsner, Sloveens voetballer en voetbalcoach (overleden 2020)
- 11 - Cees Vervoorn, Nederlands zwemmer en sportbestuurder
- 13 - Michel Faber, Engelstalig Nederlands schrijver
- 13 - Olaf Ludwig, Duits wielrenner
- 13 - Rudi Völler, Duits voetballer en voetbaltrainer
- 14 - Danny Bowes, Engels zanger
- 15 - Susanne Bier, Deens filmregisseuse
- 15 - Pedro Delgado, Spaans wielrenner
- 15 - Filip, koning van België
- 16 - Wahab Akbar, Filipijns politicus (overleden 2007)
- 16 - Pierre Littbarski, Duits voetballer en voetbalcoach
- 17 - Marjet Huiberts, Nederlands kinderboekenschrijfster
- 17 - William Moorlag, Nederlands politicus en vakbondsbestuurder
- 20 - Miguel Díaz-Canel, Cubaans president
- 20 - Niki Romijn, Nederlands zangeres
- 21 - Liesbeth van Ast, Nederlands atlete
- 21 - Julius Korir, Keniaans atleet
- 22 - Joep Dohmen, Nederlands journalist
- 22 - Geert Joris, Belgisch ondernemer
- 22 - Mart Laar, Estisch politicus
- 25 - Tomas Jonsson, Zweeds ijshockeyer
- 26 - Jan Jambon, Vlaams politicus
- 26 - Roger Taylor, Brits drummer (Duran Duran)
- 28 - Rui Águas, Portugees voetballer
- 28 - Scott Ambush, Amerikaans bassist
- 28 - Ton Bakkeren, Nederlands bridgespeler
- 28 - Elena Kagan, Amerikaans rechter
- 28 - Ian Rankin, Schots schrijver
- 28 - Knud Stadsgaard, Deens voetbalscheidsrechter
- 28 - Walter Zenga, Italiaans voetballer en voetbaltrainer
- 29 - Gerard Joling, Nederlands zanger
- 29 - Sam Klepper, Nederlands crimineel (overleden 2000)
- 30 - Geoffrey Cox, Brits advocaat en politicus
- 30 - Gerard Leever, Nederlands striptekenaar

### mei

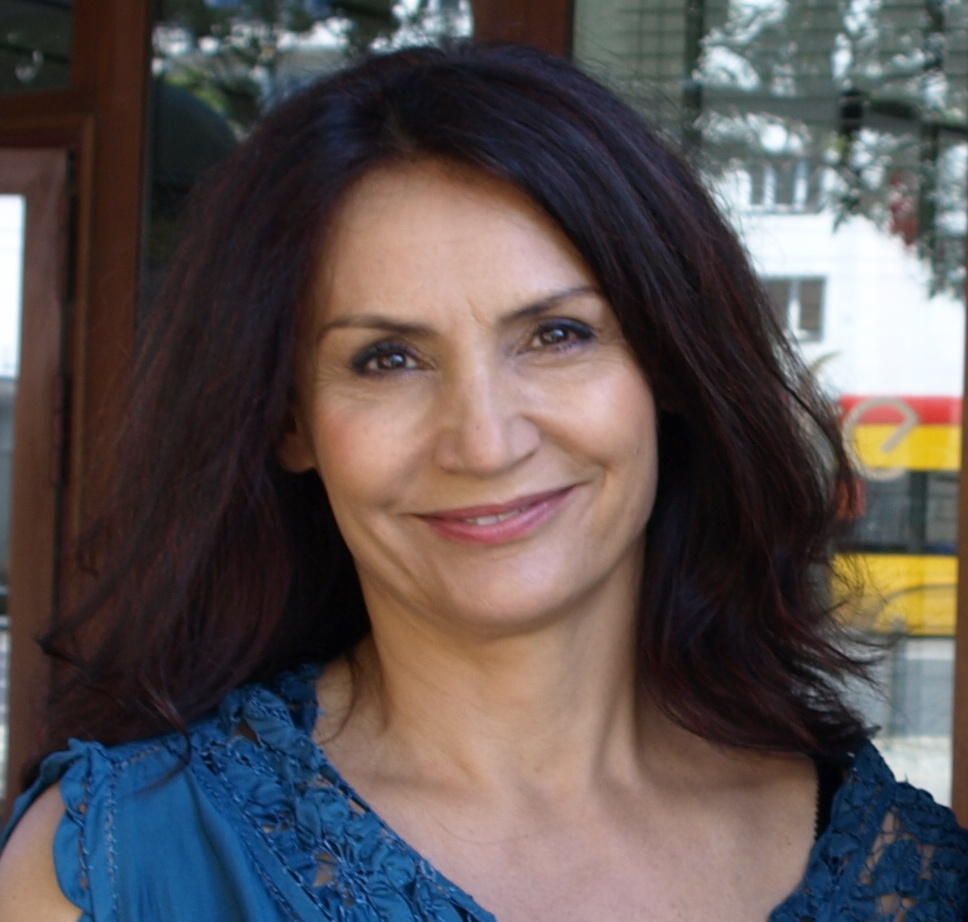
Małgorzata Pieczyńska,
geboren op 4 mei

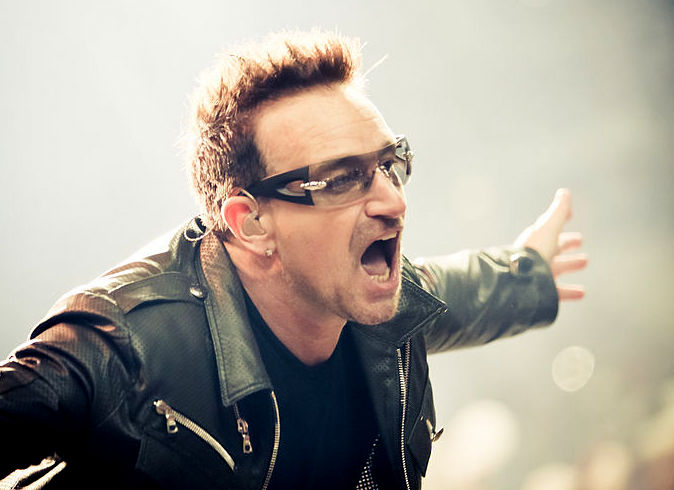
Bono,
geboren op 10 mei

- 1 - Peter Mikkelsen, Deens voetbalscheidsrechter (overleden 2019)
- 2 - Hans Schiffers, Nederlands radiopresentator en diskjockey
- 4 - Małgorzata Pieczyńska, Pools-Zweeds actrice
- 5 - Myriam Wéry, Belgisch atlete
- 6 - Ljoedmila Andonova, Bulgaars atlete
- 6 - Martina Jäschke, Oost-Duits schoonspringster
- 6 - Julianne Phillips, Amerikaans fotomodel en actrice
- 7 - Almudena Grandes Hernández, Spaans schrijfster (overleden 2021)
- 8 - Franco Baresi, Italiaans voetballer
- 8 - Hamilton Cuvi, Ecuadoraans voetballer
- 8 - Lars Gerner, Deens voetbalscheidsrechter
- 9 - Pierre-Henri Menthéour, Frans wielrenner (overleden 2014)
- 10 - Bono (Paul David Hewson), Iers zanger
- 10 - John Mieremet, Nederlands crimimeel (overleden 2005)
- 10 - Merlene Ottey, Jamaicaans-Sloveens atlete
- 11 - Jürgen Schult, Oost-Duits atleet
- 12 - Mirko Krabbé, Nederlands beeldend kunstenaar en ontwerper
- 13 - Walter De Smet, Belgisch atleet
- 13 - Maggie Mae, Duits schlagerzangeres en actrice (overleden 2021)
- 13 - Dick van den Toorn, Nederlands acteur
- 14 - Alec Dankworth, Brits jazzbassist en componist
- 14 - Simonetta Sommaruga, Zwitsers politica
- 14 - Mohamed Zaoui, Algerijns bokser
- 15 - Nico Dijkshoorn, Nederlands dichter, columnist en schrijver
- 16 - Erika Thijs, Belgisch politica (overleden 2011)
- 18 - Yannick Noah, Frans tennisser
- 18 - Sean Yates, Brits wielrenner
- 20 - Elena Murgoci, Roemeens atlete (overleden 1999)
- 21 - Jeffrey Dahmer, Amerikaans seriemoordenaar, necrofiel en kannibaal (overleden 1994)
- 21 - Vladimir Salnikov, Russisch zwemmer
- 24 - Patrick Bonner, Iers voetbaldoelman
- 24 - Kristin Scott Thomas, Brits actrice
- 25 - Eric Heuvel, Nederlands striptekenaar
- 25 - Wallace Roney, Amerikaans jazztrompettist (overleden 2020)
- 26 - Pablo Restrepo, Colombiaans zwemmer
- 26 - Romas Ubartas, Sovjet-Russisch/Litouws atleet
- 27 - Metin Tokat, Turks voetbalscheidsrechter
- 27 - Alan Wiley, Engels voetbalscheidsrechter
- 29 - Rafaël Galiana, Frans autocoureur

### juni

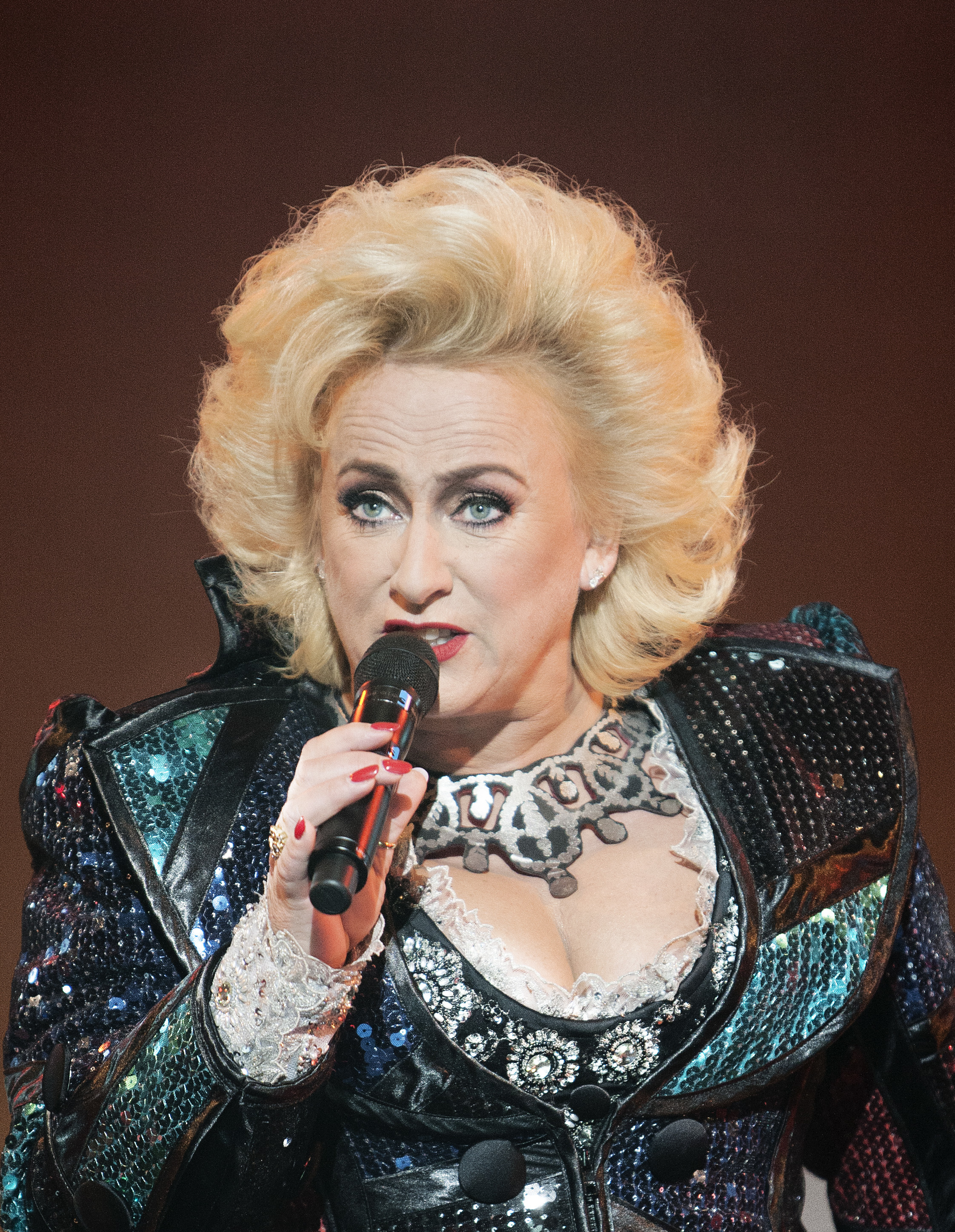
Karin Bloemen,
geboren op 28 juni

- 1 - Marcel Klarenbeek, Nederlands atleet
- 1 - Vladimir Kroetov, Sovjet-Russisch ijshockeyer (overleden 2012)
- 1 - Jelena Muchina, Russisch turnster (overleden 2006)
- 2 - Olga Bondarenko, Sovjet-Russisch/Russisch atlete
- 3 - Ingeborg Beugel, Nederlands televisieprogrammamaker
- 4 - Corinne Hofmann, Duits zakenvrouw en schrijfster
- 5 - Rob Kaman, Nederlands kickbokser (overleden 2024)
- 6 - Karina Content, Nederlands prostituee, politica en publiciste
- 6 - Kenneth Lau, Hongkongs autocoureur
- 6 - Steve Vai, Amerikaans gitarist
- 8 - Mick Hucknall, Brits popzanger (Simply Red)
- 8 - Eddy De Pauw, Belgisch atleet
- 10 - Michael Dowson, Australisch motorcoureur
- 10 - Geert-Jan Knoops, Nederlands advocaat
- 11 - Anne Teresa De Keersmaeker, Vlaams choreografe
- 12 - Diane Edelijn, Nederlands zwemster
- 13 - Ezio Gianola, Italiaans motorcoureur
- 13 - Debbie Korper, Nederlands actrice
- 14 - Jerko Tipurić, Kroatisch voetballer en voetbaltrainer
- 16 - Marjolein Faber, Nederlands politica (PVV)
- 17 - Hans van Baalen, Nederlands politicus (VVD) (overleden 2021)
- 17 - Adrián Campos, Spaans autocoureur (overleden 2021)
- 17 - Staf Depla, Nederlands politicus (PvdA)
- 17 - Thomas Haden Church, Amerikaans acteur
- 18 - Barbara Broccoli, Amerikaans filmproducente
- 19 - Luke Morley, Engels leadgitarist, songwriter en producer
- 20 - Ernst Cramer, Nederlands politicus (ChristenUnie)
- 21 - Barry Lane, Brits golfer (overleden 2022)
- 22 - Adam Schiff, Amerikaans jurist en politicus
- 24 - Ian Rogers, Australisch schaker
- 25 - Aldo Serena, Italiaans voetballer
- 26 - Martine Florent, Belgisch atlete
- 26 - Bram Moszkowicz, Nederlands advocaat
- 26 - Sieb Posthuma, Nederlands illustrator en schrijver (overleden 2014)
- 28 - Karin Bloemen, Nederlands zangeres en cabaretière
- 28 - Wim Koevermans, Nederlands voetballer en voetbalcoach
- 29 - Wolfgang Sowa, Oostenrijks voetbalscheidsrechter
- 30 - James Kwesi Appiah, Ghanees voetballer en voetbalcoach
- 30 - Francisco van Jole, Nederlands internetjournalist
- 30 - Jacqueline Zirkzee, Nederlands schrijver

### juli
- 1 - Michael Glowatzky, Oost-Duits voetballer
- 1 - Geert Hoste, Vlaams komiek en cabaretier
- 2 - Julia Montgomery, Amerikaans actrice
- 3 - Jorge Contreras, Chileens voetballer en voetbalcoach
- 4 - Anton Heiden, Nederlands waterpoloër
- 4 - Phil Hogan, Iers (euro)politicus
- 4 - Roland Ratzenberger, Oostenrijks coureur (overleden 1994)
- 5 - Hugo Rubio, Chileens voetballer
- 6 - Valerie Brisco-Hooks, Amerikaans atlete
- 7 - Ines Geipel, Duits atlete, schrijfster en hoogleraar
- 8 - Celsius Waterberg, Surinaams arts en politicus
- 9 - Linda Milo, Belgisch atlete
- 12 - Heri Dono, Indonesisch beeldend kunstenaar
- 15 - Geert Broeckaert, Belgisch voetballer en voetbaltrainer
- 17 - Britta Böhler, Duits-Nederlands advocate
- 17 - Erno Bouma, Nederlands meteoroloog
- 17 - Andrea Mandorlini, Italiaans voetballer en voetbaltrainer
- 17 - Jan Wouters, Nederlands voetballer en voetbaltrainer
- 18 - Uwe Heppner, Oost-Duits roeier
- 19 - Margot Dijkgraaf, Nederlands literatuurcriticus en schrijfster
- 19 - Atom Egoyan, Canadees filmregisseur
- 20 - Alexandru Spiridon, Moldavisch voetballer
- 21 - Alexis García, Colombiaans voetballer
- 22 - Rianne Donders-de Leest, Nederlands burgemeester
- 22 - António Leitão, Portugees atleet (overleden 2012)
- 22 - Andrzej Pałasz, Pools voetballer
- 23 - Mario Bellatin, Peruviaans-Mexicaans schrijver
- 23 - Onno Meijer, Nederlands acteur en regisseur
- 23 - Erica Verdegaal, Nederlands columniste en publiciste
- 28 - Alex Czerniatynski, Belgisch voetballer
- 28 - Harald Lesch, Duits natuur- en sterrenkundige
- 28 - Elia Suleiman, Arabisch-Israëlisch filmproducent, -regisseur, -acteur en -scenarioschrijver
- 30 - Elsie de Brauw, Nederlands actrice
- 30 - Rick de Haas, Nederlands illustrator
- 30 - Richard Linklater, Amerikaans regisseur, scenarioschrijver en acteur
- 30 - Brillante Mendoza, Filipijns filmregisseur
- 30 - Jindřich Panský, Tsjechisch tafeltennisser

### augustus
- 1 - Chuck D, Amerikaans rapper

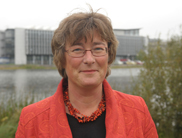
Wobine Buijs-Glaudemans,
geboren op 8 augustus

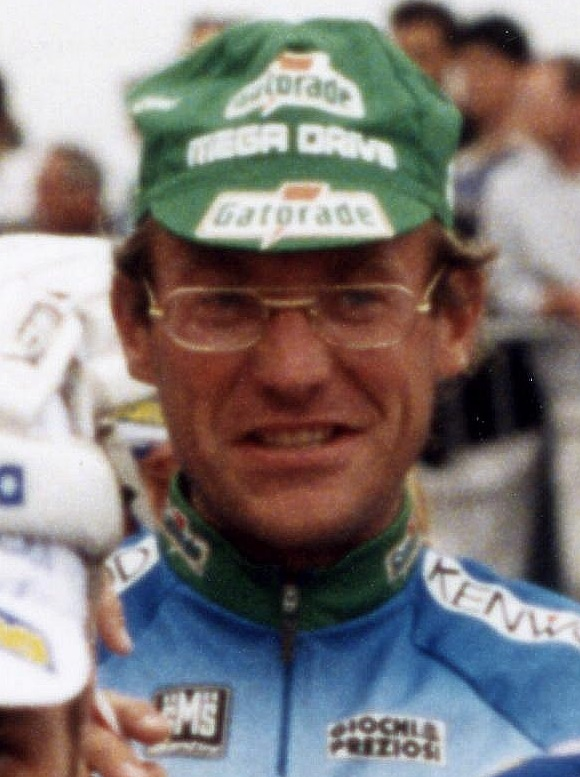
Laurent Fignon
geboren op 12 augustus

- 1 - Robert Langers, Luxemburgs voetballer
- 1 - Ann-Kathrin Linsenhoff, Duits amazone
- 1 - Micheál Martin, Iers politicus
- 2 - Bart Kaëll, Vlaams zanger
- 3 - Henk Baars, Nederlands wielrenner
- 3 - Kim Milton Nielsen, Deens voetbalscheidsrechter
- 4 - Olavi Huttunen, Fins voetballer en voetbalcoach
- 4 - Tim Winton - West-Australisch schrijver
- 4 - José Luis Rodríguez Zapatero, Spaans politicus
- 5 - Bob Verbeeck, Belgisch atleet
- 7 - Nico Brandsen, Nederlands toetsenist (overleden 2024)
- 7 - David Duchovny, Amerikaans acteur
- 7 - Steven Rooks, Nederlands wielrenner
- 8 - Wobine Buijs-Glaudemans, Nederlands bestuurster en politica
- 8 - Faried Pierkhan, Surinaams zakenman
- 8 - Pierre Valkering, Nederlands r.k. geestelijke
- 10 - Antonio Banderas, Spaans acteur
- 11 - Tomislav Ivković, Kroatisch voetbaldoelman
- 12 - Ryan van den Akker, Nederlands musical- en stemactrice
- 12 - Laurent Fignon, Frans wielrenner (overleden 2010)
- 12 - Mark van der Kallen, Nederlands zakenman
- 13 - Djana Mata, Albanees sportschutster
- 13 - Phil Taylor, Engels darter
- 14 - Edi Krnčević, Australisch voetballer
- 15 - Samuel Cabrera, Colombiaans wielrenner (overleden  2022)
- 15 - Jeroen Pauw, Nederlands televisiepresentator
- 16 - Paul van Ass, Nederlands hockeyer en hockeycoach
- 16 - Timothy Hutton, Amerikaans acteur
- 16 - Anne-Mieke Ruyten, Nederlands actrice
- 17 - Sean Penn, Amerikaans acteur en regisseur
- 18 - Frits van Bindsbergen, Nederlands wielrenner
- 18 - Han Busker, Nederlands vakbondsbestuurder
- 19 - Jožef Školč, Sloveens politicus
- 20 - Gennadi Denisov, Sovjet-Oezbeeks voetballer en trainer
- 24 - Jimmy Montanero, Ecuadoraans voetballer
- 26 - Branford Marsalis, Amerikaans jazzsaxofonist
- 27 - Anton Doornhein, Nederlands organist
- 27 - Ted Hoogenboom, Nederlands rooms-katholiek geestelijke (hulpbisschop van het aartsbisdom Utrecht)
- 28 - Edhi Handoko, Indonesisch schaakgrootmeester (overleden 2009)
- 28 - Mario Molegraaf, Nederlands schrijver en vertaler
- 28 - Julio César Romero, Paraguayaans voetballer
- 30 - Rik Samaey, Belgisch basketballer
- 31 - Hassan Nasrallah, Libanees islamitisch geestelijke, militair, politicus en terrorist (overleden 2024)
- 31 - Chris Whitley, Amerikaans muzikant (overleden 2005)

### september

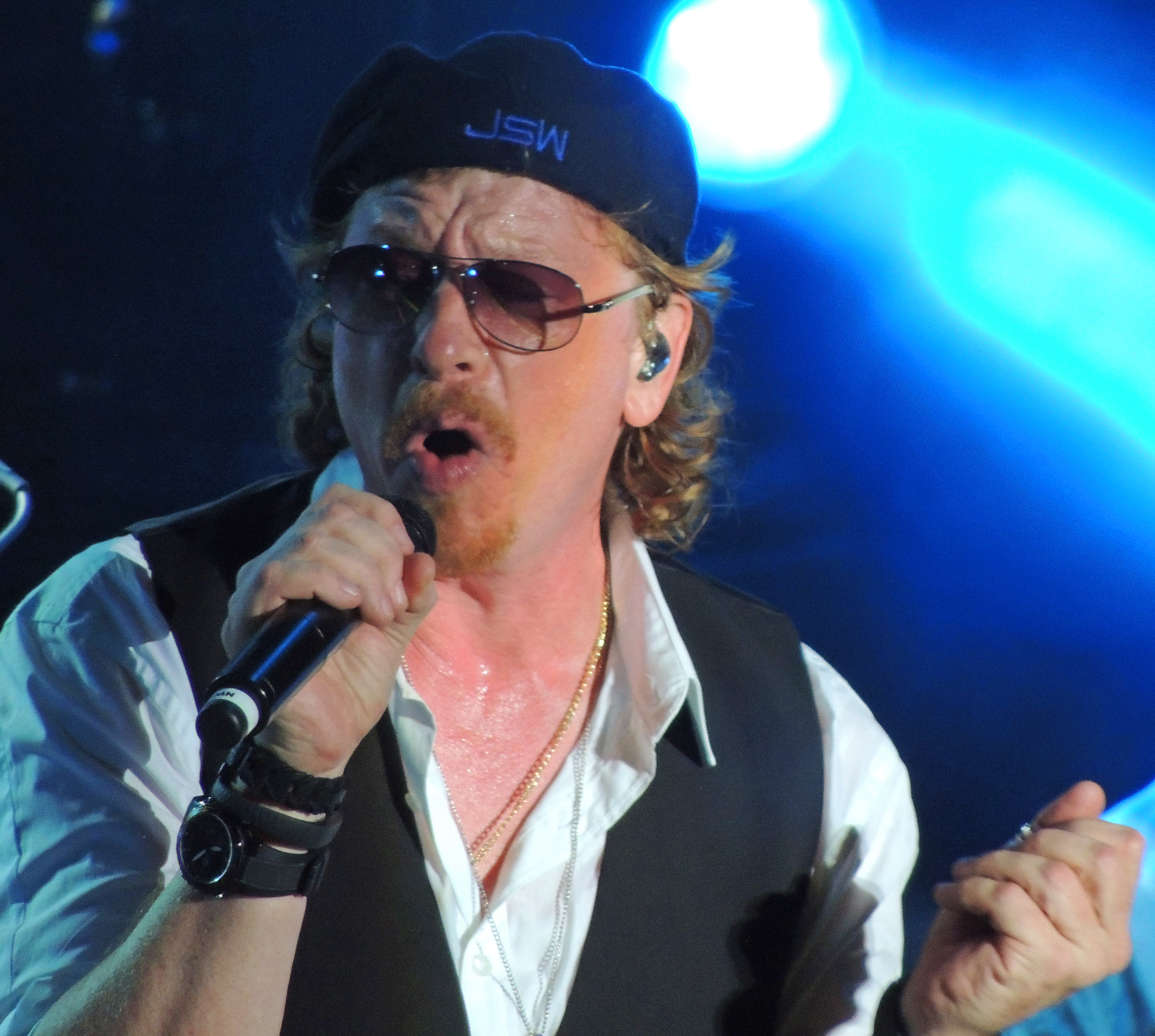
Joseph Williams,
geboren op 1 september

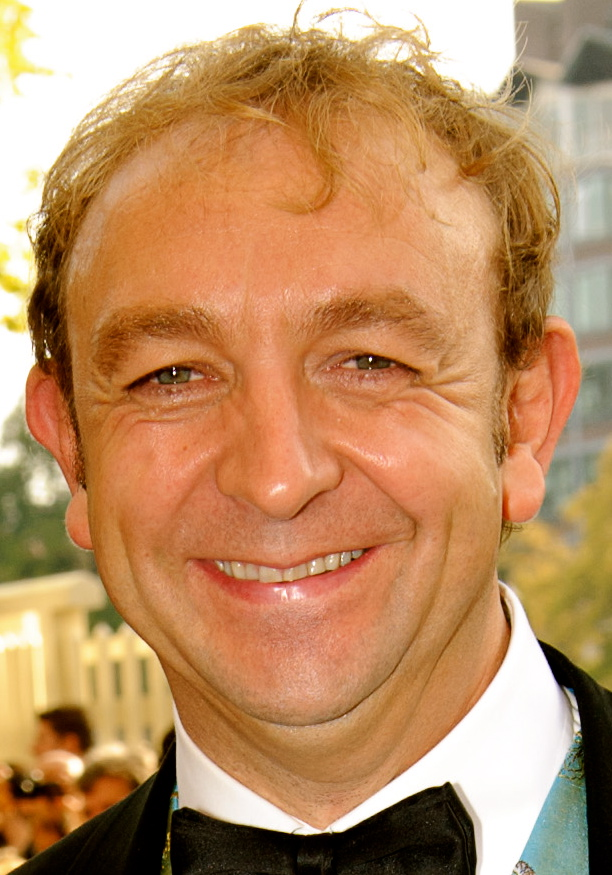
Jon van Eerd,
geboren op 5 september

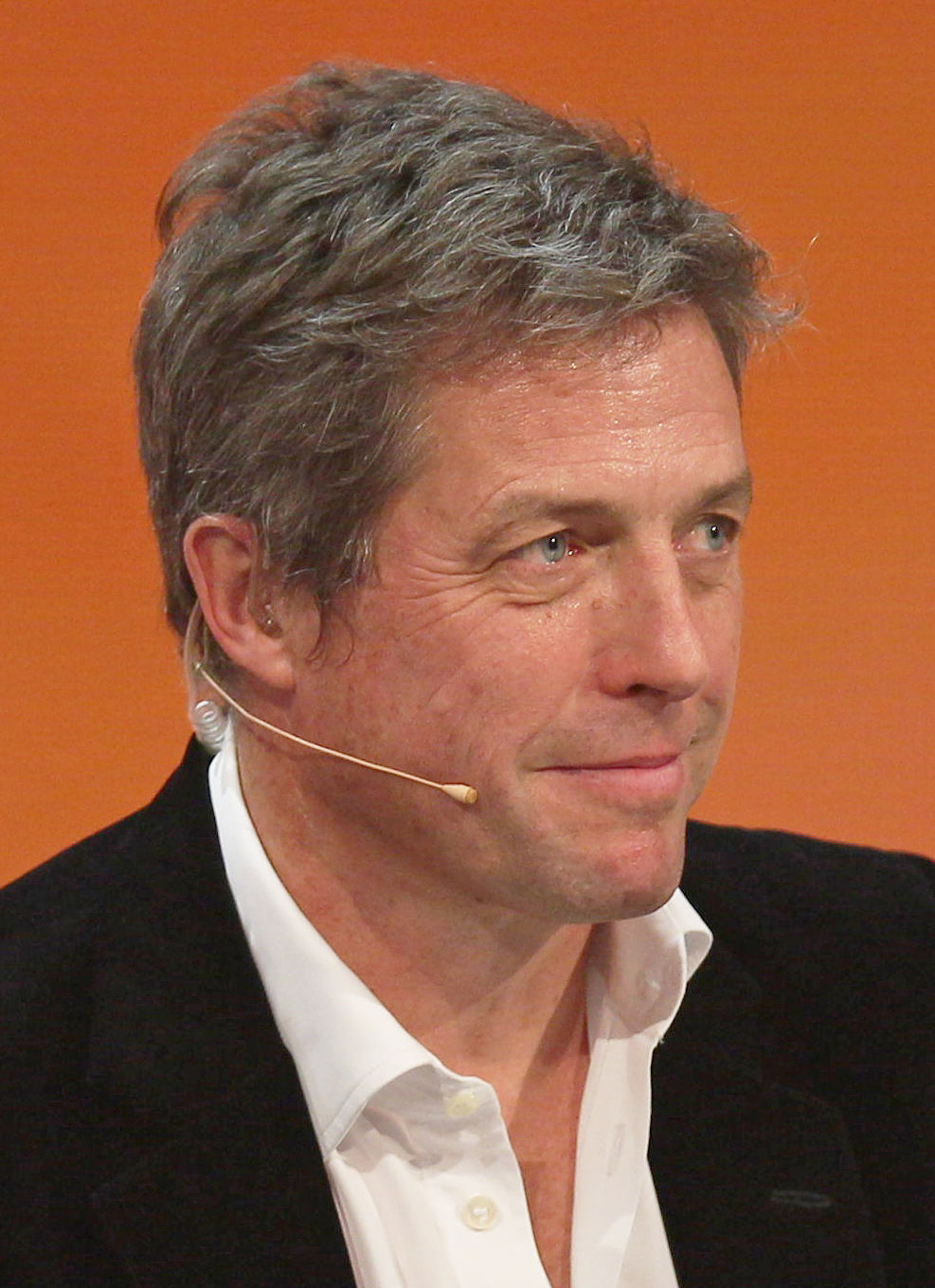
Hugh Grant,
geboren op 9 september

- 1 - Eric Adams, Amerikaans Democratisch politicus
- 1 - Joseph Williams, Amerikaans zanger
- 2 - Ruth Jacott, Nederlands zangeres
- 2 - Dag Lerner, Duits trancedj en -producer
- 3 - Anett Pötzsch, Oost-Duits kunstschaatsster
- 5 - Jon van Eerd, Nederlands acteur, musicalster en tekstschrijver
- 5 - Rohn Lawrence, Amerikaans (jazz)gitarist (overleden 2021)
- 6 - Tom Middendorp, Nederlands militair
- 7 - Peter De Vocht, Belgisch atleet
- 7 - Peter Heerschop, Nederlands acteur, cabaretier en tekstschrijver
- 8 - Aimee Mann, Amerikaans singer-songwriter
- 8 - Matthijs van Nieuwkerk, Nederlands presentator
- 9 - Hugh Grant, Brits acteur
- 9 - Urmas Sisask, Estisch componist en dirigent (overleden 2022)
- 9 - Miro Ukalovic, Zweeds voetbalscheidsrechter
- 10 - Colin Firth, Brits acteur
- 12 - Hugo Ciroux, Belgisch atleet
- 12 - Ladislav Molnár, Slowaaks voetballer en voetbalcoach
- 14 - Ronald Lengkeek, Nederlands voetballer
- 14 - Marc Van Eeghem, Vlaams acteur (overleden 2017)
- 15 - Ton Blanker, Nederlands voetballer
- 15 - Hans Smolders, Nederlands politicus
- 16 - Corrie van Brenk, Nederlands vakbondsbestuurder en politica
- 16 - Rob Kamphues, Nederlands cabaretier en televisiepresentator
- 17 - Elsebeth Egholm, Deens schrijfster
- 17 - Damon Hill, Brits autocoureur
- 17 - Jan Liesen, Nederlands R.K. bisschop
- 18 - Thomas Wegmüller, Zwitsers wielrenner
- 19 - Carlos Mozer, Braziliaans voetballer
- 21 - Mary Mara, Amerikaans actrice (overleden 2022)
- 22 - Scott Baio, Amerikaans acteur
- 22 - Yitzhak Herzog, Israëlisch politicus
- 24 - Branko Karačić, Kroatisch voetballer en voetbaltrainer
- 25 - Ihor Bjelanov, Sovjet-Oekraïens voetballer
- 25 - Saskia Dekkers, Nederlands televisiejournaliste
- 26 - Jouke de Vries, Nederlands bestuurskundige en hoogleraar
- 27 - Ben Liebrand, Nederlands dj
- 27 - Patrick Lindner, Duits schlagerzanger
- 27 - Shane O'Brien, Nieuw-Zeelands roeier
- 27 - Erik Ziengs, Nederlands Tweede Kamerlid
- 28 - Mehmed Baždarević, Bosnisch voetballer en voetbaltrainer
- 28 - Jennifer Rush, Amerikaans zangeres
- 28 - René Verhulst, Nederlands politicus en schrijver
- 28 - Socrates Villegas, Filipijns bisschop
- 29 - Henk Groener, Nederlands handballer en handbalcoach
- 30 - Blanche Lincoln, Amerikaans politica

### oktober

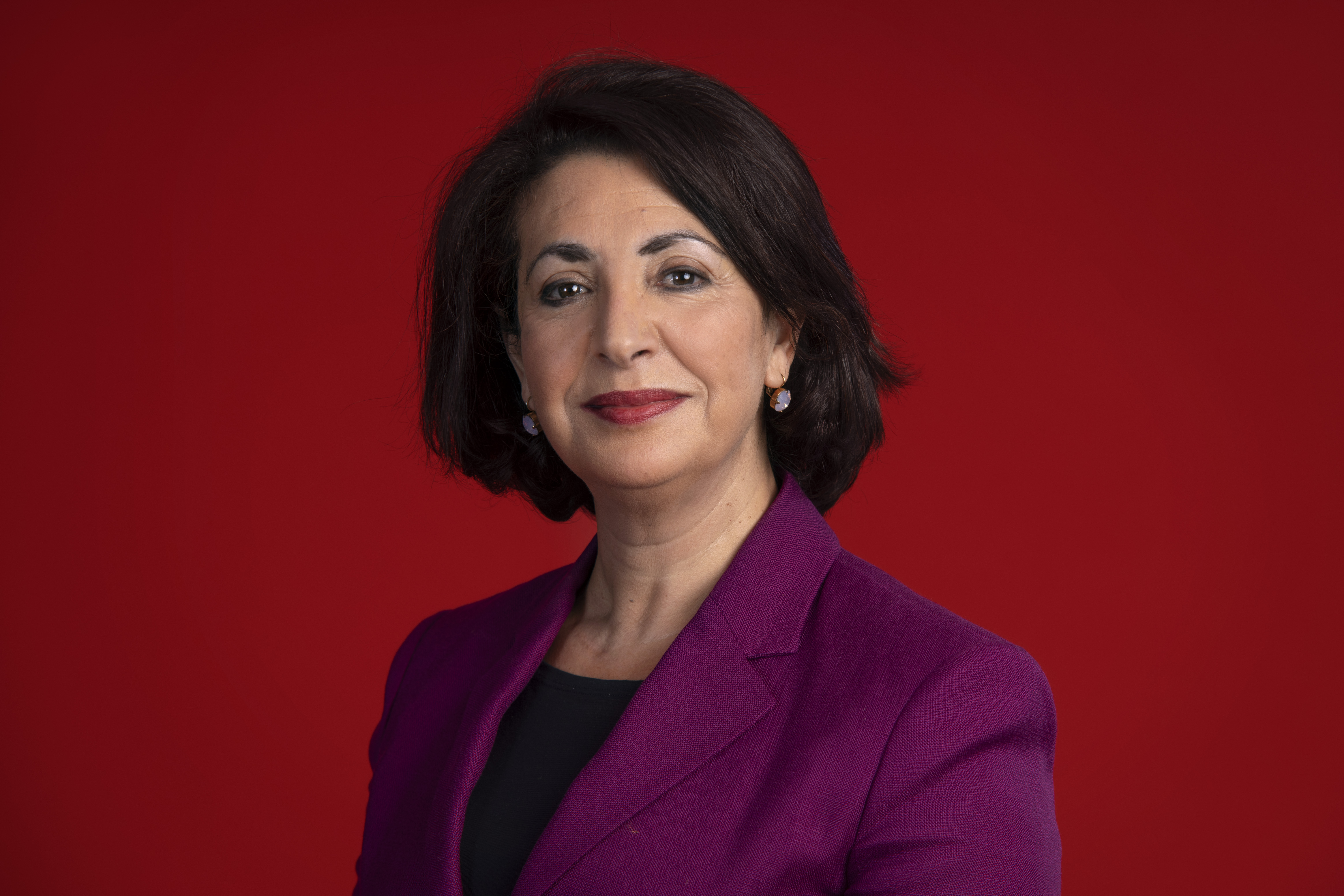
Khadija Arib,
geboren op 10 oktober

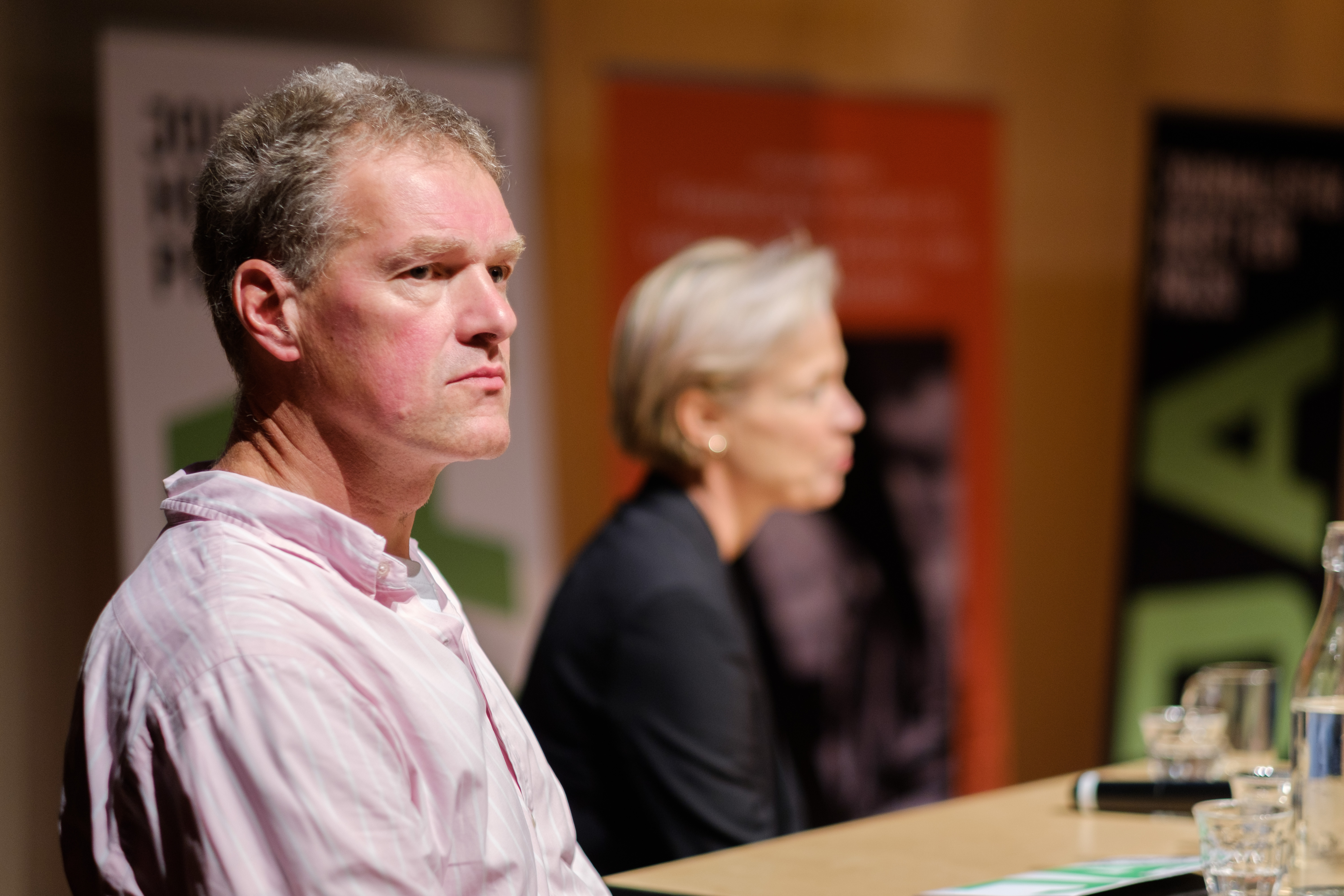
Bart Brouwers,
geboren op 12 oktober

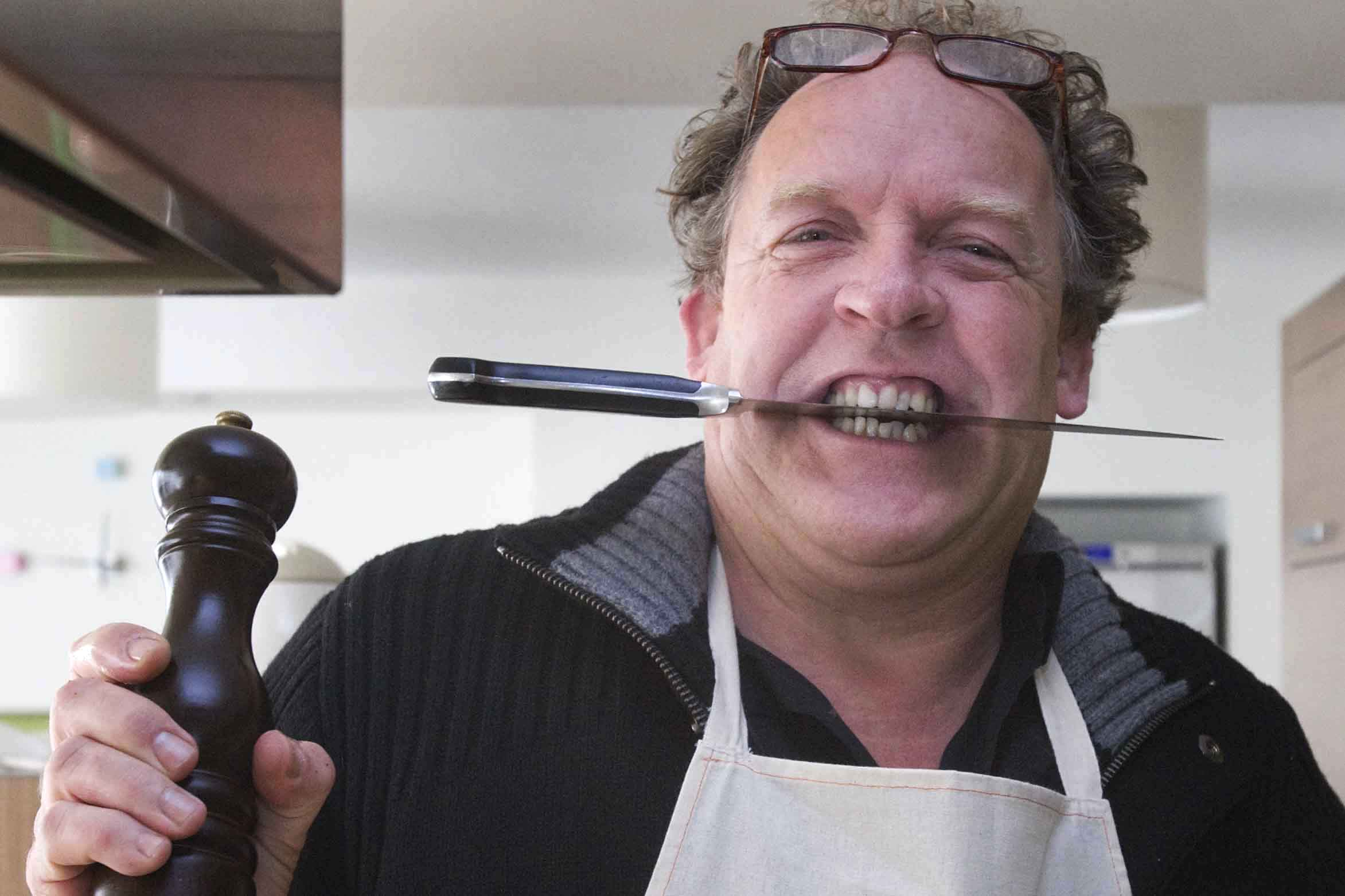
Bert Visscher,
geboren op 26 oktober

- 1 - Alex Valderrama, Colombiaans voetballer
- 2 - Johan Lammerts, Nederlands wielrenner
- 2 - Pedro van Raamsdonk, Nederlands bokser
- 3 - Dick Cohen, Nederlands musicalster
- 3 - Jos Wienen, Nederlands bestuurder en politicus; burgemeester van Haarlem
- 4 - Anita Heilker, Nederlands zangeres
- 5 - Careca, Braziliaans voetballer
- 6 - Hans Kesting, Nederlands acteur
- 6 - Yves Leterme, Belgisch politicus
- 6 - Sergej Ponomarenko, Russisch kunstschaatser
- 8 - Ralf Minge, Oost-Duits voetballer en voetbalcoach
- 10 - Khadija Arib, Marokkaans-Nederlands politica (PvdA)
- 10 - Paweł Król, Pools voetballer
- 11 - Anne van Schuppen, Nederlands atlete
- 12 - Bart Brouwers, Nederlands journalist
- 14 - Steve Cram, Brits atleet
- 14 - Holkje van der Veer, Nederlands dominicanes (overleden 2022)
- 17 - Angéla Kramers, Nederlands zangeres
- 18 - Jean-Claude Van Damme, Belgisch acteur
- 22 - Harrie Smeets, Nederlands r.k. bisschop (overleden 2023)
- 23 - Vinicio Gómez, Guatemalteeks politicus (overleden 2008)
- 25 - Marnix van Rij, Nederlands politicus (CDA)
- 26 - June Brigman, Amerikaans stripauteur
- 26 - Bert Visscher, Nederlands cabaretier
- 29 - Dieter Nuhr, Duits comedian, satiricus en schrijver
- 29 - Jestafi Pechlevanidi, Sovjet-Kazachs voetballer
- 30 - Ype Anema, Nederlands voetballer
- 30 - Ao Chi Hong, Macaus autocoureur
- 30 - Diego Maradona, Argentijns voetballer (overleden 2020)

### november

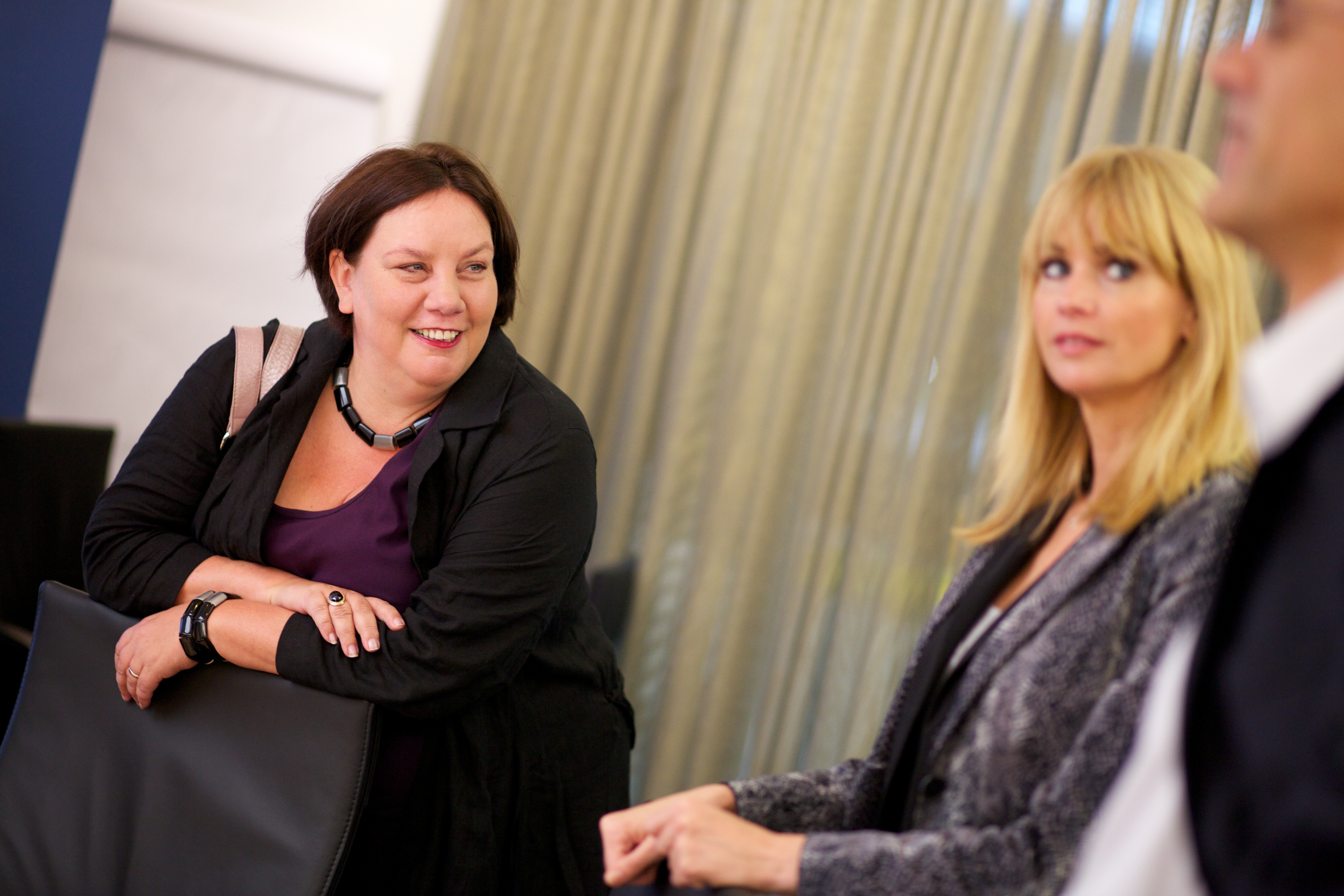
Agnes Jongerius
geboren op 4 november

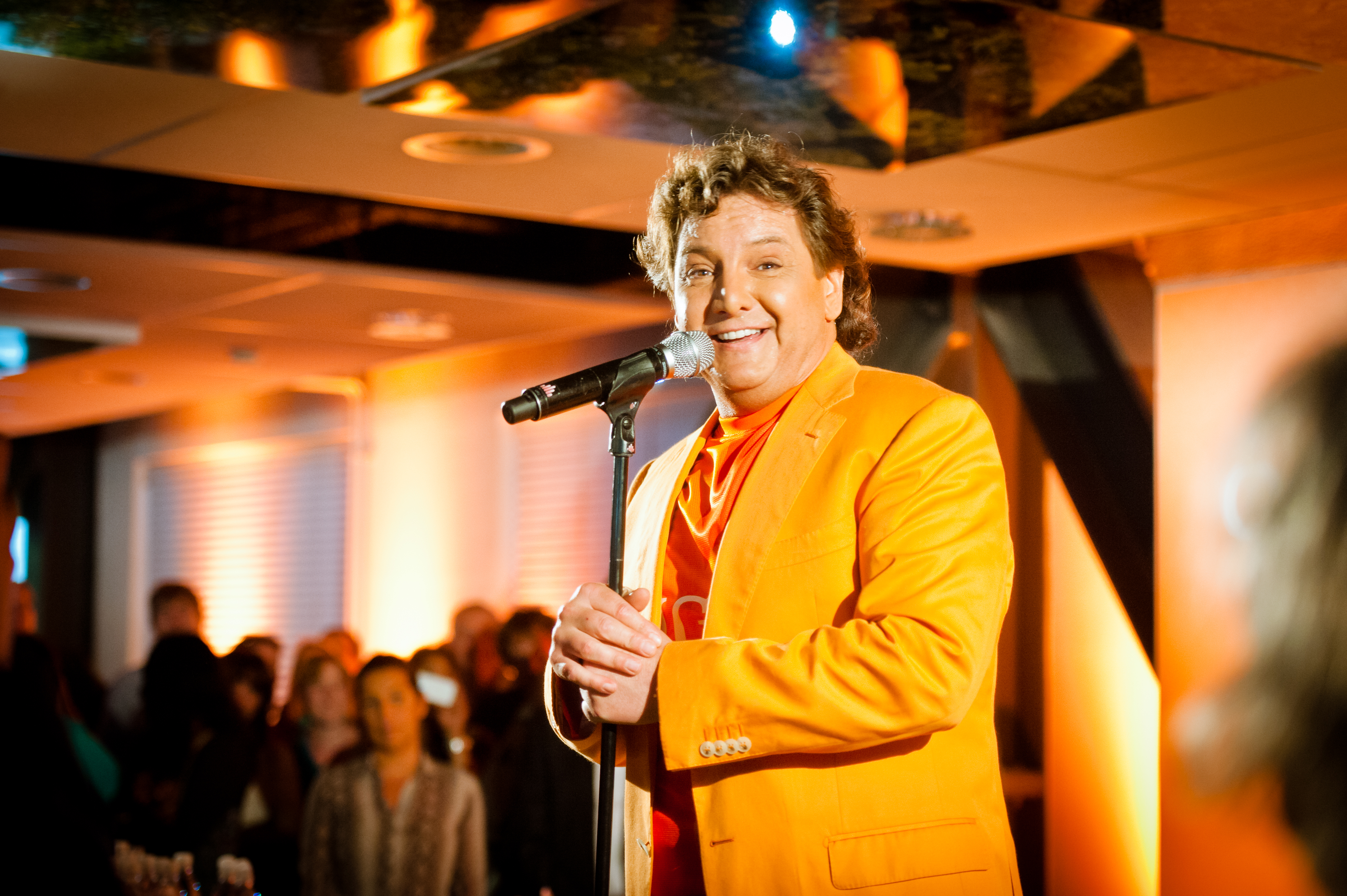
Rene Froger
geboren op 5 november

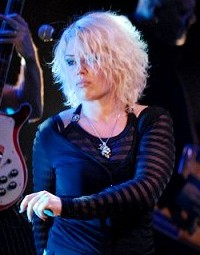
Kim Wilde,
geboren 18 november

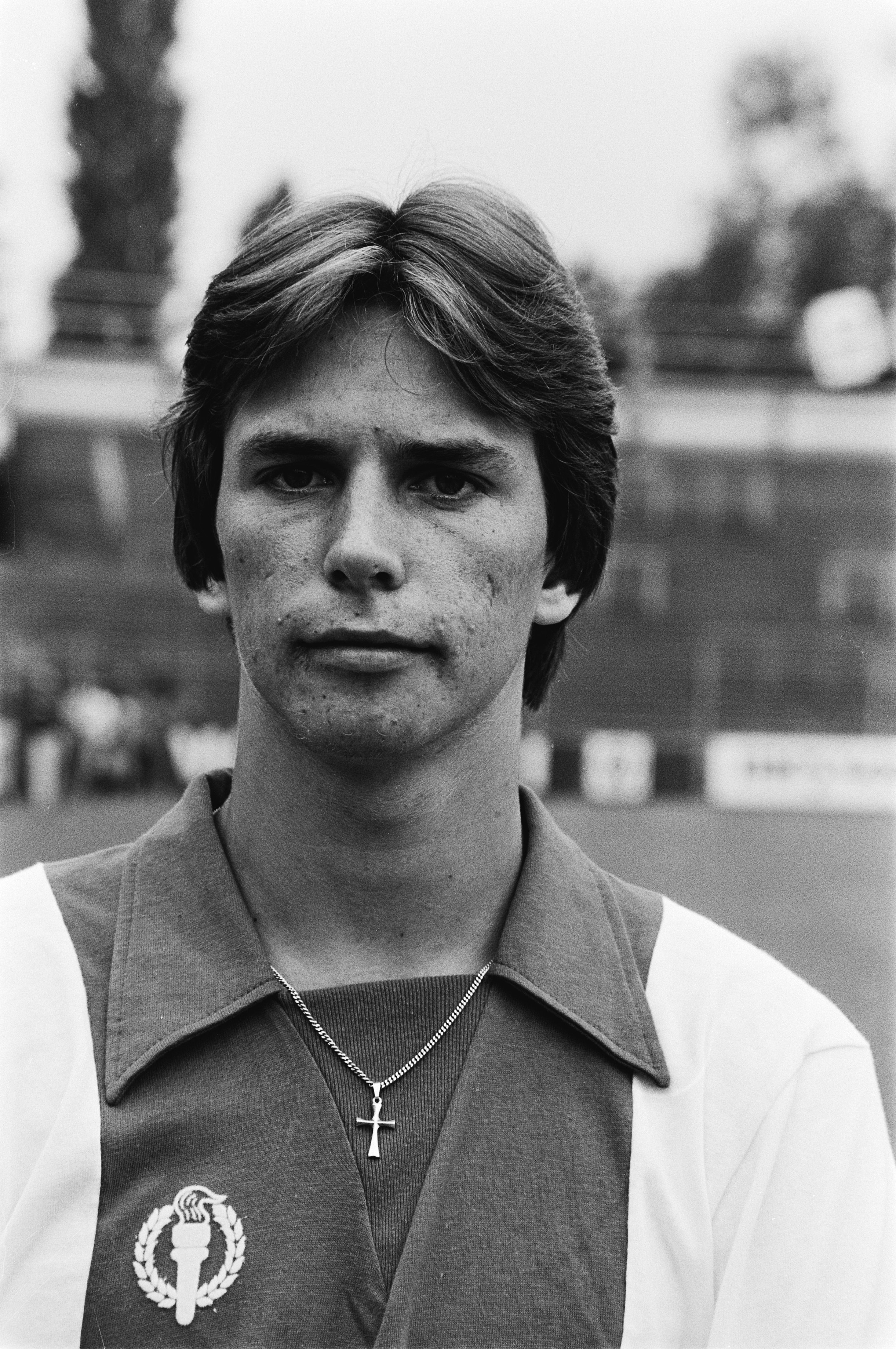
Martin van Geel
geboren op 27 november

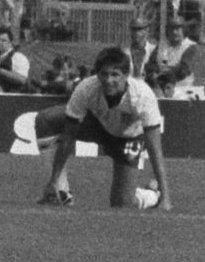
Gary Lineker
geboren op 30 november

- 1 - Knut Torbjørn Eggen, Noors voetballer en voetbaltrainer (overleden 2012)
- 2 - Nicolas Leutwiler, Zwitsers autocoureur
- 3 - Eugène Kabongo, Congolees voetballer
- 3 - Karch Kiraly, Amerikaans volleyballer en beachvolleyballer
- 3 - Christa Rosier, Nederlands schilderes, omroepmedewerkster en columniste (overleden 2011)
- 3 - Ricky Talan, Nederlands voetballer (overleden 2015)
- 4 - Agnes Jongerius, Nederlands vakbondsbestuurder en politica
- 4 - Henry Keizer, Nederlands ondernemer en politicus (overleden 2019)
- 5 - René Froger, Nederlands zanger
- 5 - Tilda Swinton, Brits actrice
- 6 - Kevin Neufeld, Canadees roeier (overleden 2022)
- 7 - Tommy Thayer, Amerikaans gitarist
- 8 - Dragan Kanatlarovski, Macedonisch voetballer en voetbalcoach
- 8 - Michael Nyqvist, Zweeds acteur (overleden 2017)
- 9 - Andreas Brehme, Duits voetballer en voetbalcoach (overleden 2024)
- 9 - Ingrid Kappelle, Nederlands sopraan
- 9 - Hugo van Look, Belgisch illustrator
- 10 - Rick de Leeuw, Nederlands schrijver en zanger
- 10 - Maurits von Martels, Nederlands politicus (CDA; BBB)
- 11 - Marcel Koller, Zwitsers voetballer en voetbalcoach
- 11   - Christian Prudhomme, Frans directeur van de Société du Tour de France
- 11   - Stanley Tucci, Italiaans-Amerikaans acteur en regisseur
- 14 - Ola By Rise, Noors voetballer en voetbalcoach
- 14 - Piet Swerts, Belgisch componist
- 15 - Jutta Behrendt, Oost-Duits roeister
- 15 - Leo Jansen, Nederlands voetballer (overleden 2022)
- 15 - Farah Karimi, Iraans-Nederlands politica
- 15 - Fred Meijer, Nederlands (stem)acteur
- 15 - Bea Van der Maat, Vlaams zangeres en presentatrice (overleden 2023)
- 16 - Martin Perels, Nederlands acteur (overleden 2005)
- 16 - Martina Schröter, Oost-Duits roeister
- 16 - Ellina Zvereva, Wit-Russisch atlete
- 17 - RuPaul, Amerikaans dragqueen, model, zanger, acteur, schrijver en programmamaker
- 18 - Kim Wilde, Brits zangeres
- 18 - Thea Sybesma, Nederlands triatlete en duatlete
- 21 - Luc Huyghe, Belgisch voetbalscheidsrechter
- 23 - Peter Daenens, Belgisch atleet
- 24 - Keith Bakker, Amerikaans-Nederlands verslavingsdeskundige en zedendelinquent (overleden 2025)
- 24 - Aleida Guevara, Cubaans arts en activist
- 25 - Peter Kuhlmann, ambienthouse-producer bekend onder de naam Pete Namlook (overleden 2012)
- 25 - Amy Grant, Amerikaans zangeres
- 25 - Wilfred Kemp, Nederlands televisiepresentator
- 25 - John F. Kennedy jr., Amerikaans advocaat, journalist en uitgever, zoon van president John F. Kennedy (overleden 1999)
- 26 - Delio Rossi, Italiaans voetballer en voetbaltrainer
- 26 - Claude Turmes, Luxemburgs politicus
- 27 - Martin van Geel, Nederlands voetballer en sportbestuurder
- 27 - Keith Trask, Nieuw-Zeelands roeier
- 27 - Joelia Tymosjenko, Oekraïens ondernemer en politica
- 28 - Víctor Fernández, Spaans voetbalcoach
- 28 - Mark Rietman, Nederlands acteur en regisseur
- 30 - Gary Lineker, Brits voetballer, voetbaltrainer en televisiepresentator

### december

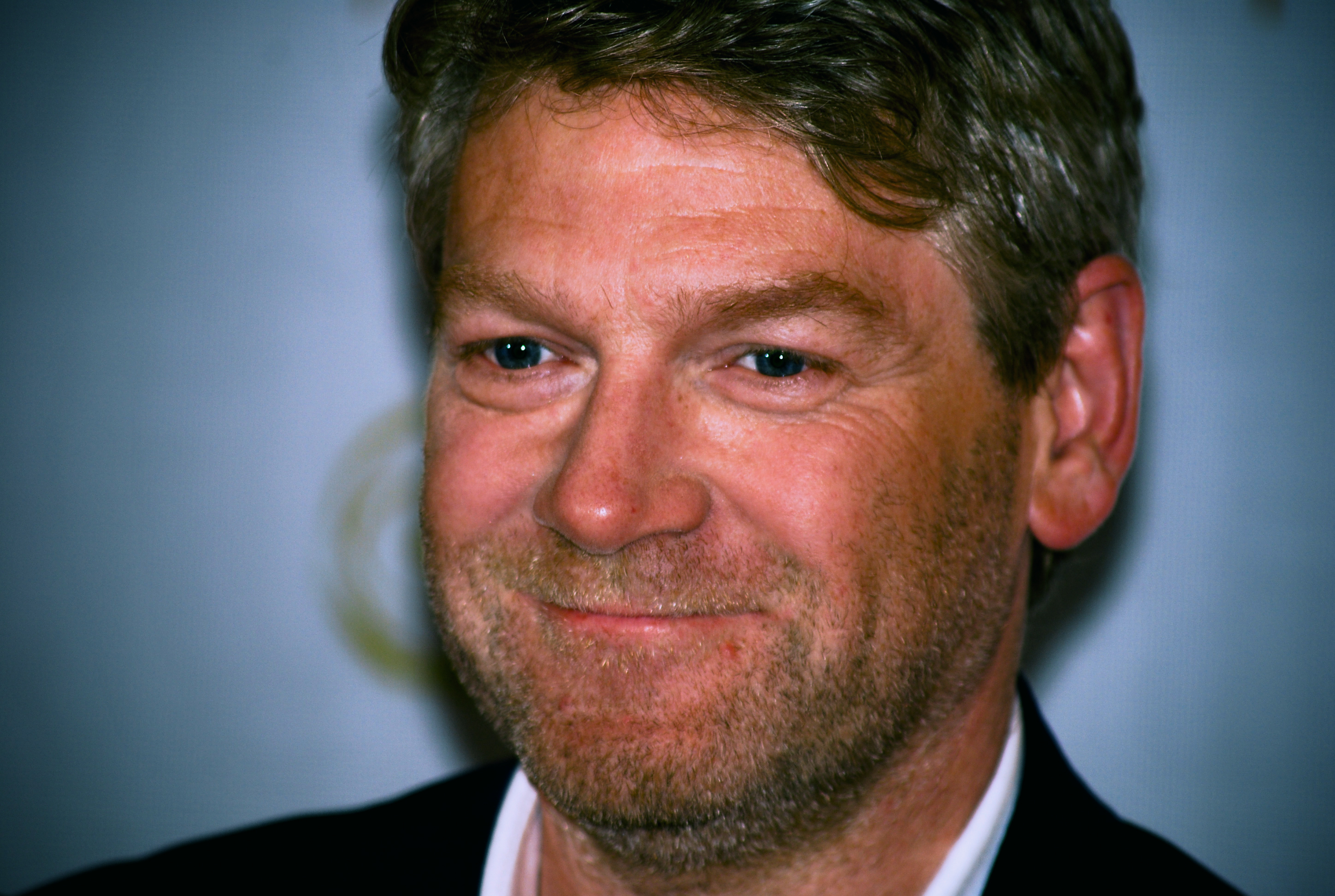
Kenneth Branagh,
geboren 10 december

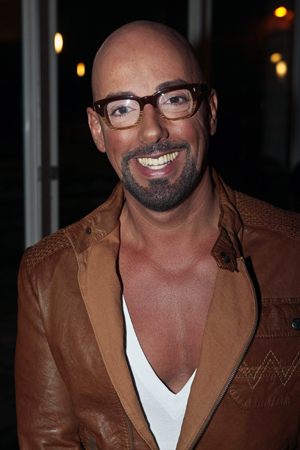
Maik de Boer,
geboren 24 december

- 1 - Andrea Mitscherlich, Duits schaatsster
- 1 - Ari Valvee, Fins voetballer
- 1 - Bert Dijkhuizen, Nederlands documentairemaker en gemeenteraadslid (overleden 2018)
- 2 - Bente Moe, Noors atlete
- 3 - Daryl Hannah, Amerikaans actrice
- 3 - Julianne Moore, Amerikaans actrice
- 3 - Rolf Ellmer, Duits tranceproducer
- 4 - Glynis Nunn, Australisch atlete
- 5 - Frans Adelaar, Nederlands voetballer en voetbaltrainer
- 7 - Abdellatif Kechiche, Tunesisch-Frans acteur, filmregisseur en scenarioschrijver
- 7 - Dino Soerel, Nederlands crimineel
- 10 - Kenneth Branagh, Iers acteur
- 10 - Henk van Essen, Nederlands topambtenaar; sinds 2020 korpschef van de Nationale Politie
- 10 - Hester Macrander, Nederlands cabaretière, theaterregisseur en theatermaker
- 10 - Roger Raeven, Nederlands voetballer
- 12 - Martina Hellmann, Duits atlete
- 12 - Petar Lesov, Bulgaars bokser
- 12 - Jaap van Zweden, Nederlands violist en dirigent
- 13 - Ed Servaas, Nederlands pianist
- 14 - James Comey, Amerikaans jurist en FBI-directeur (2013-2017)
- 14 - Ebrahim Raisi, Iraans politicus en president (overleden 2024)
- 14 - Chris Waddle, Engels voetballer
- 15 - Irma Boom, Nederlands grafisch ontwerpster
- 16 - Sid Eudy, Amerikaans professioneel worstelaar (overleden 2024)
- 16 - Adam Riess, Amerikaans astrofysicus en Nobelprijswinnaar
- 16 - Mark Wotte, Nederlands voetballer, voetbaltrainer en -bestuurder
- 17 - Moreno Argentin, Italiaans wielrenner
- 18 - Kazuhide Uekusa, Japans econoom
- 19 - Frank Galan, Vlaams zanger
- 20 - Piet Keur, Nederlands voetballer
- 20 - Kim Ki-duk, Zuid-Koreaans filmregisseur (overleden 2020)
- 21 - Annick Segal, Vlaams actrice
- 22 - Arthur Nieuwenhuijs, Nederlands kunstenaar
- 22 - Neil Shubin, Amerikaans paleontoloog
- 22 - Lulu Wang, Chinees-Nederlands schrijfster
- 23 - Susi Riermeier, Duits ski-laufster en atlete
- 24 - Maik de Boer, Nederlands stylist
- 27 - Martin Glover, Britse muzikant
- 27 - Maryam d'Abo, Brits actrice
- 27 - Hocine Soltani, Algerijns bokser (overleden 2002)
- 27 - Traci Wolfe, Amerikaans actrice en model
- 28 - Tove Alsterdal, Zweeds schrijfster
- 30 - Frank Focketyn, Vlaams acteur

### datum onbekend
- Jane Bennett, Australisch kunstschilderes
- Brigitte Butaeye, Belgisch atlete
- Hennah Draaibaar, Surinaams journaliste en presentatrice
- Harrie Janssen, Nederlands componist, dirigent en trombonist
- Gulnara Kasmalieva, Kirgizisch beeldend kunstenaar
- Justus van Oel, Nederlands cabaretier en columnist
- Pauline Slot, Nederlands schrijfster
- Ashley Terlouw, Nederlands hoogleraar rechtssociologie
- Rein Wolfs, Nederlands kunsthistoricus en museumdirecteur

## Weerextremen in België
- 14 januari: Temperatuurminimum −21,5 °C in Stavelot.
- 28 februari: Temperatuurmaximum 19,6 °C in Kleine-Brogel (Peer).
- 29 februari : Temperatuurmaximum 20,0 °C in Ukkel.
- 29 april: Een hagelsteen of blok ijs met een gewicht van drie kilo valt op een werkplaats aan de Willebroekkaai in Brussel.
- 24 juni: 90 mm neerslag in Botrange (Waimes).
- 2 juli: Temperatuurminimum 0,7 °C in Rochefort.
- 8 juli: 58 mm neerslag in Sinaai (Sint-Niklaas).
- 18 juli: Tornado veroorzaakt schade in de streek tussen Châtelet et Daussoulx (Namen).
- 20 september: 80 mm neerslag in Gentbrugge (Gent).
- 10 oktober: 53 mm neerslag in Oorderen (Antwerpen).

Bron: KMI Gegevens Ukkel 1901-2003  met aanvullingen 